# Marcel Proust
Valentin Louis Georges Eugène Marcel Proust (Auteuil, 10 de julho de 1871 – Paris, 18 de novembro de 1922) foi um escritor francês, mais conhecido pela sua obra À la recherche du temps perdu (Em Busca do Tempo Perdido), que foi publicada em sete partes entre 1913 e 1927.
Oriundo de família rica e culta, de origem judaica por parte de mãe, católica por parte de pai (professor de medicina em Paris), Marcel Proust foi uma criança de saúde frágil, e teve toda a vida marcada por graves dificuldades respiratórias causadas pela asma. Muito jovem, frequentava salões aristocráticos onde conheceu artistas e escritores, o que lhe rendeu a ele sua fama de socialite diletante. Aproveitando a fortuna, viveu sem ter empregos e em 1895 inicia um romance que permanece em estado de fragmentos (publicado em 1952, postumamente, sob o título Jean Santeuil). Em 1900, abandona o projeto e viaja para Veneza e Pádua para descobrir obras de arte, seguindo os passos de John Ruskin, de quem publicou artigos e traduziu dois de seus livros: La Bible d'Amiens e Sésame et the Lilies. 
Em 1907, Proust começou a escrever sua grande obra Em busca do tempo perdido, cujos sete volumes foram publicados entre 1913 (Du Côté de chez Swann) e 1927, ou seja, em parte após sua morte; o segundo volume, À l'ombre des jeunes filles en fleurs, ganhou o Prêmio Goncourt em 1919. Em Busca do Tempo Perdido é tanto uma grande reflexão sobre o tempo e memória afetiva, quanto uma reflexão sobre o amor, ciúme, questões existenciais, no qual a homossexualidade ocupa um lugar importante. Também é uma vasta comédia humana de mais de duzentos personagens. Proust recria lugares reveladores, sejam os lugares da infância na casa da tia Léonie em Combray ou os salões parisienses que opõem círculos aristocráticos e burgueses, mundos estes evocados por vezes de forma ácida, por um narrador cativante e irônico. Esse teatro social é animado por personagens muito diversos, cujas características cômicas Proust não esconde: são figuras muitas vezes inspiradas em pessoas reais, o que torna Em busca do tempo perdido, em parte, um roman à clef e a pintura de 'uma época'.  A marca de Proust também está em seu estilo com frases muitas vezes muito longas, que seguem a espiral da criação em construção, buscando atingir uma totalidade da realidade que sempre escapa. 
Proust morreu em 1922, de uma bronquite maltratada: foi enterrado no cemitério Père-Lachaise em Paris, acompanhado por um grande público que saudava um escritor importante e que as gerações seguintes colocaram no mais alto nível, fazendo dele um mito literário.
Marcel Proust continua sendo o escritor francês cuja obra é a mais traduzida e publicada em todo o mundo. Ele foi considerado por muitos como um dos maiores autores de todos os tempos.

## Família e infância

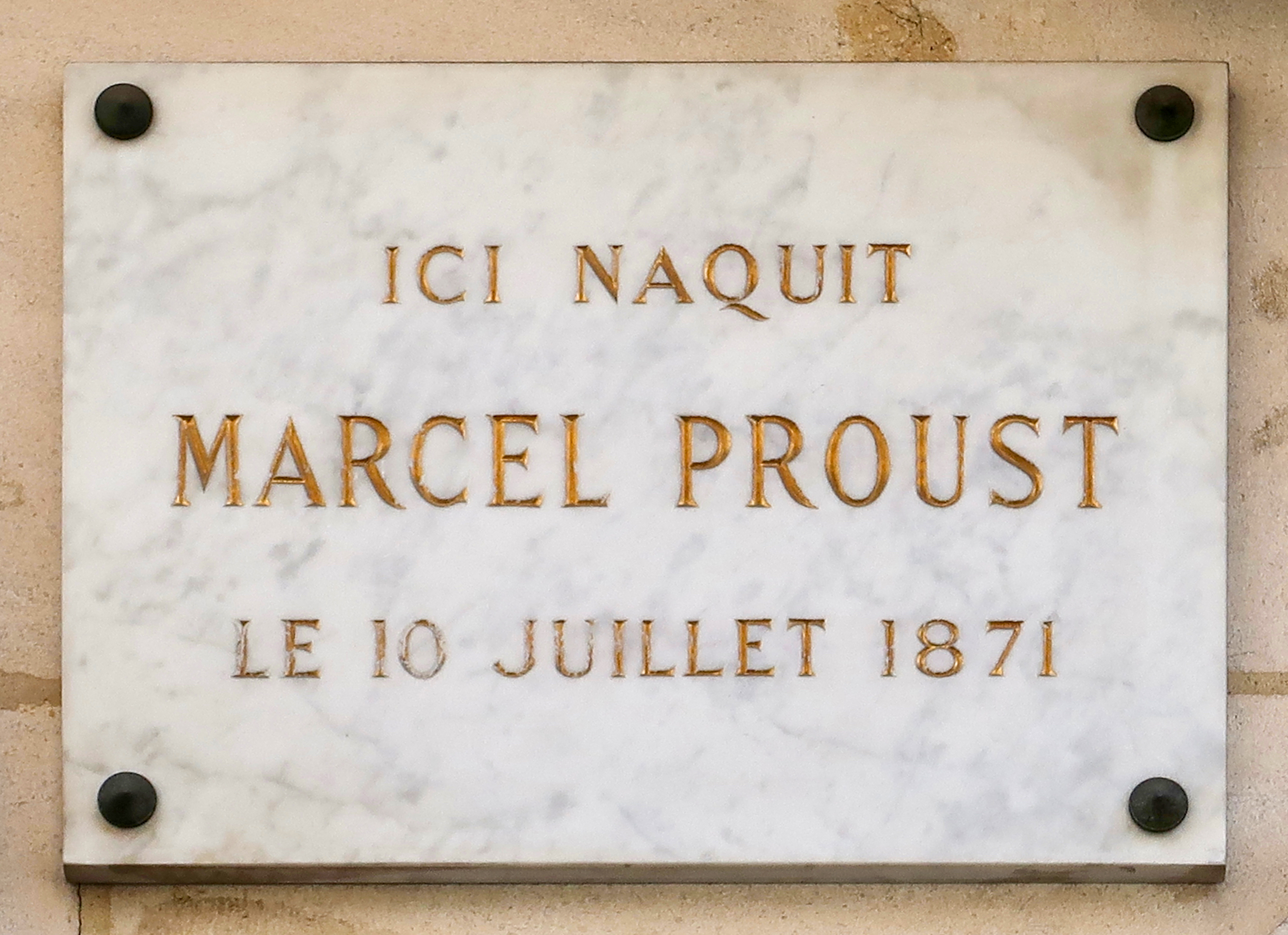
Placa comemorativa na rue La Fontaine em Paris.

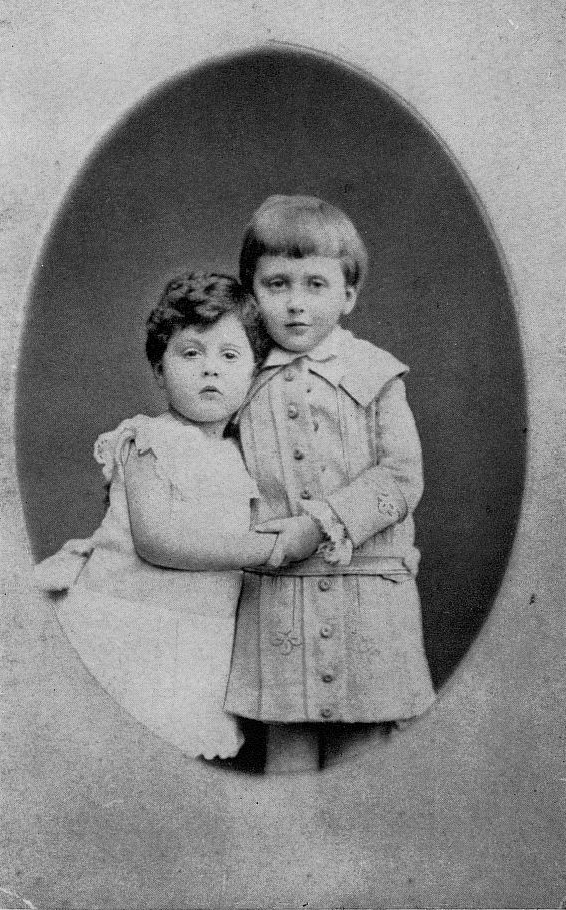
Robert e Marcel Proust, em março de 1876.

Proust nasceu em 10 de julho de 1871, na casa de seu tio-avô, no bairro parisiense de Auteuil (o setor sudoeste do então rústico 16.º arrondissement), dois meses após o Tratado de Frankfurt encerrar formalmente a Guerra Franco-Prussiana. Seu nascimento ocorreu no início da Terceira República Francesa, durante a violência que cercou a repressão da Comuna de Paris, e sua infância correspondeu à consolidação da República.
Grande parte de Em busca do tempo perdido diz respeito a essas grandes mudanças, principalmente o do declínio da aristocracia e a ascensão da classe média, que ocorreram na França durante o fin de siècle.
Sua mãe, nascida Jeanne Clémence Weil (Paris, 1849 – id., 1905), era filha de Nathé Weil (Paris, 1814 – id., 1896), que era um corretor da bolsa e de Adèle Berncastel (Paris, 1824 – id., 1890), pertencia a uma família da classe média alta judaica, cujos membros tiveram um papel importante na história do judaísmo francês (notadamente um tio chamado Godchaux Weil, conhecido como Ben Lévi, que foi um escritor famoso na comunidade judaica; e Adolphe Crémieux , presidente da Alliance Israélite Universelle e ex-ministro, que era o tio-avô e testemunha do casamento de Madame Proust). Vinda de uma formação muito culta, ela conduziu o filho a uma ampla cultura. Seu domínio da língua inglesa foi primordial nas traduções de John Ruskin feitas por seu filho.
Seu pai, Dr. Adrien Proust (Illiers, 1834 – Paris, 1903) era filho de François Proust (1800-1801 – Illiers, 1855), um próspero comerciante de Illiers, em Eure-et-Loir, e Virginia, nascida Catherine Virginie Torcheux (Cernay, 1809 – Illiers, 1889). Adrien Proust foi professor da Faculdade de Medicina de Paris, além de um proeminente patologista e epidemiologista francês, que estudava sobre o cólera na Europa e na Ásia. Escreveu numerosos artigos e livros sobre medicina e higiene. Marcel tinha um irmão mais novo, Robert, nascido em 24 de maio de 1873 (falecido em 1935), que se tornou urologista e ginecologista.
Ao longo de sua vida, Proust atribuiu sua frágil saúde às privações sofridas por sua mãe durante a gravidez, por volta de 1870 e, posteriormente, durante a Comuna de Paris. Foi para se proteger dos problemas causados pela Comuna e sua repressão que seus pais buscaram refúgio em Auteuil. O parto foi difícil, mas o cuidado paterno salvou o recém-nascido.
| “ | “Pouco antes do nascimento de Marcel Proust, durante a Comuna, o doutor Proust havia sido ferido por uma bala de um insurgente, quando voltava do hospital Charité. Madame Proust, grávida, teve dificuldade em se recuperar da emoção que sentira ao saber do perigo do qual seu marido acabara de escapar. A criança que ela deu à luz logo depois nasceu tão fraca que seu pai temeu que não fosse sobreviver. Eles o cuidaram com cuidado; ela apresentava sinais de inteligência e sensibilidade precoces, mas sua saúde permanecia delicada. | ” |

Como tinha problemas respiratórios, a primavera era a estação do ano na qual ele sofria mais dificuldades. O pólen liberado pelas flores nos primeiros dias da estação causava ataques violentos de asma. Aos nove anos, quando voltava de um passeio no Bois de Boulogne com seus pais, estava sufocando, ao ponto de sua respiração não voltar. Seu pai quase o viu morrer.
Proust foi criado na religião católica de seu pai. Ele foi batizado (em 5 de agosto de 1871, na igreja de Saint-Louis-d'Antin) e posteriormente confirmado como católico. Apesar de reunir as condições para pertencer a duas religiões, filho de pai católico e mãe judia que se recusou a se converter ao cristianismo por respeito aos seus pais, Proust reivindicou seu direito de não se definir em relação a uma religião específica (em todo caso, não a religião judaica), mas escreveu que era católico e seu funeral ocorreu em uma igreja católica. No entanto, em suas correspondências, se pode ler que ele não era "crente”.
Dreyfusard convicto, ele foi sensível ao antissemitismo prevalente de sua época e também foi alvo de ataques antissemitas de alguns autores célebres. Em 1873, nasceu seu irmão Robert.
Proust passou longas férias na aldeia de Illiers com os tios Amiot. Jules Amiot viajava muito para a Argélia, onde moravam seus dois filhos; por isso desenvolveu uma tendência para o orientalismo: salão oriental, orangerie, hammam, plantas exóticas, etc. Essa aldeia, combinada com as características da casa de seu tio-avô em Auteuil, se tornou o modelo para a cidade fictícia de Combray, onde acontecem algumas das cenas mais importantes de Em Busca do Tempo Perdido. (Illiers foi renomeado Illiers-Combray em 1971, por ocasião do centenário de Proust).

Marcel Proust na infância e seus parentes
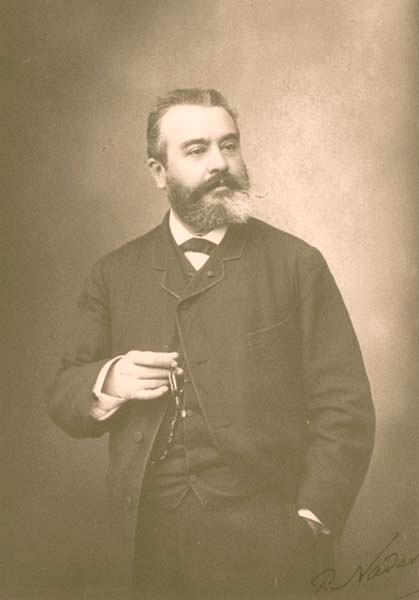
Seu pai, Adrien Proust, por volta de 1890.
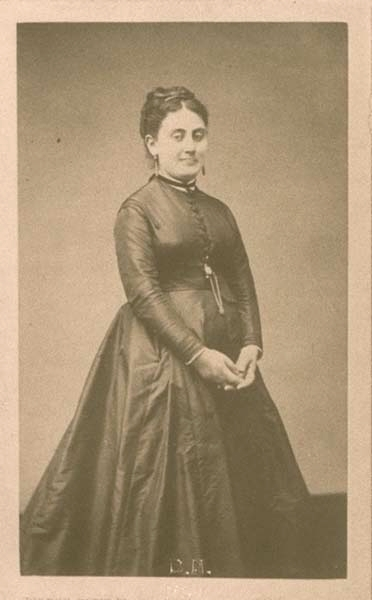
Sua mãe, Jeanne, em 1890.
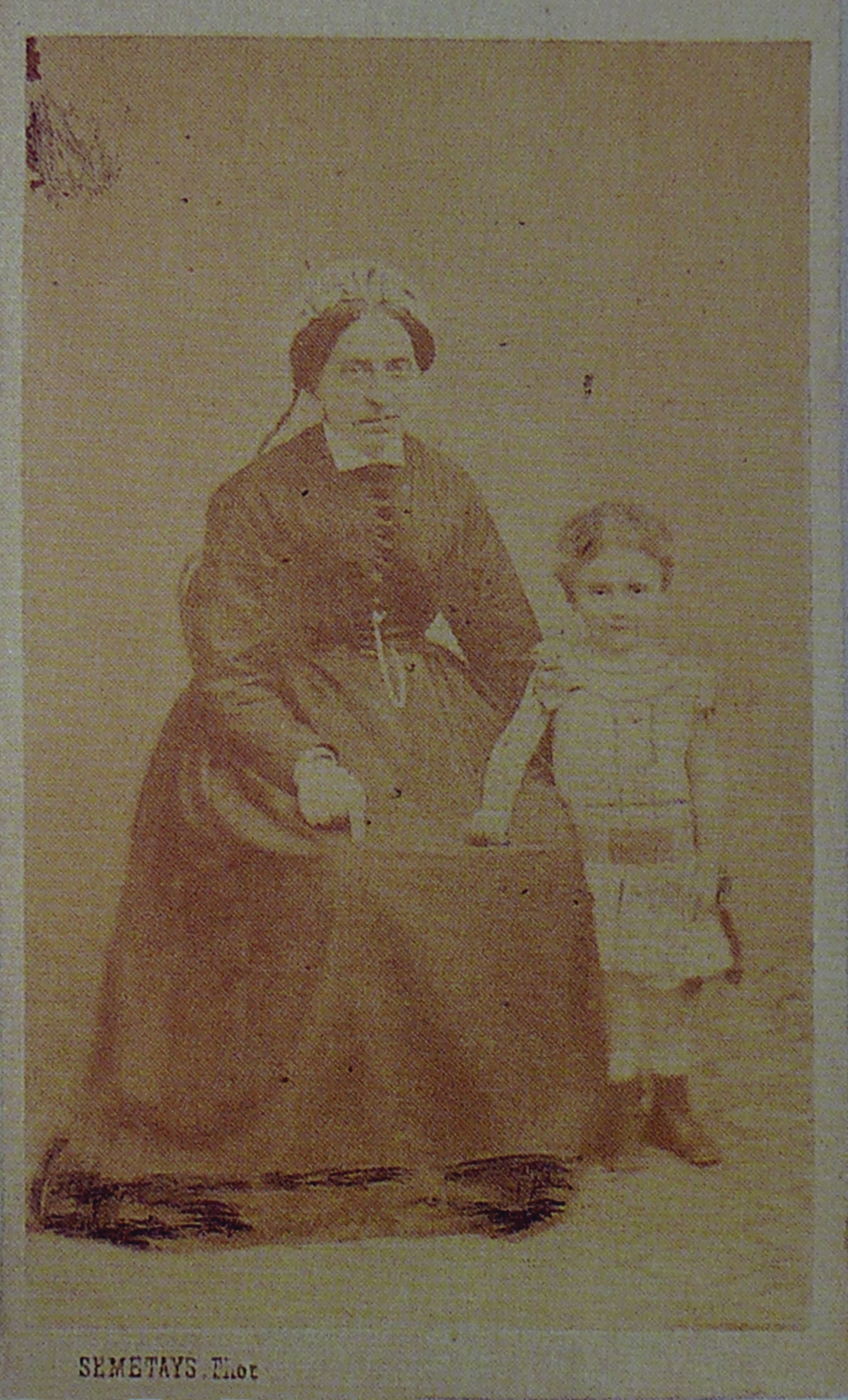
Marcel e sua enfermeira, por volta de 1875.
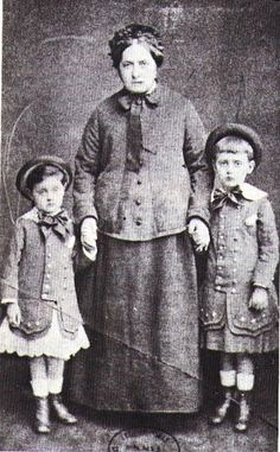
Os irmãos Proust e sua avó paterna Virginie Proust, por volta de 1876.
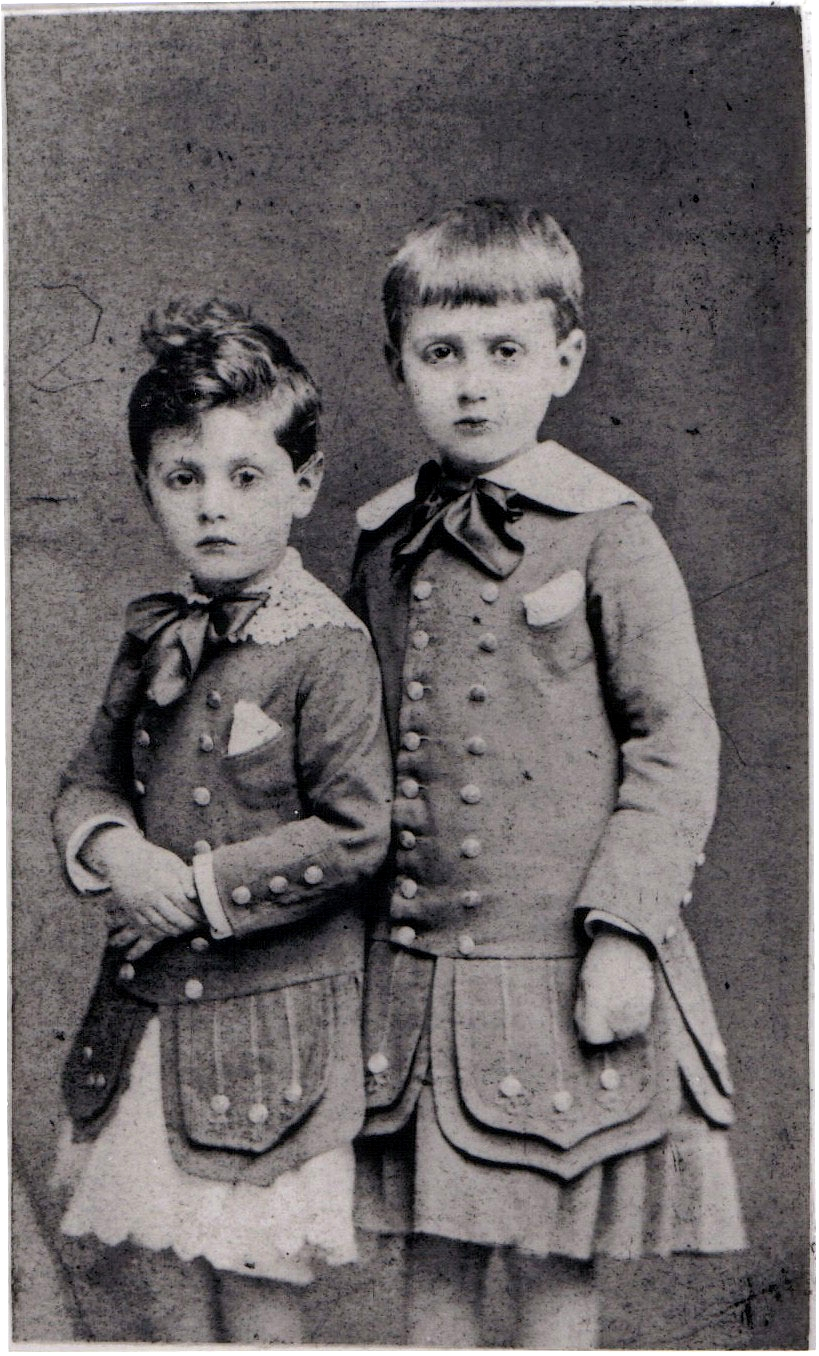
Robert Proust, seu irmão, e Marcel, por volta de 1876.
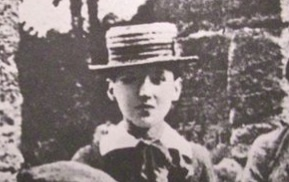
Marcel, em 1880.
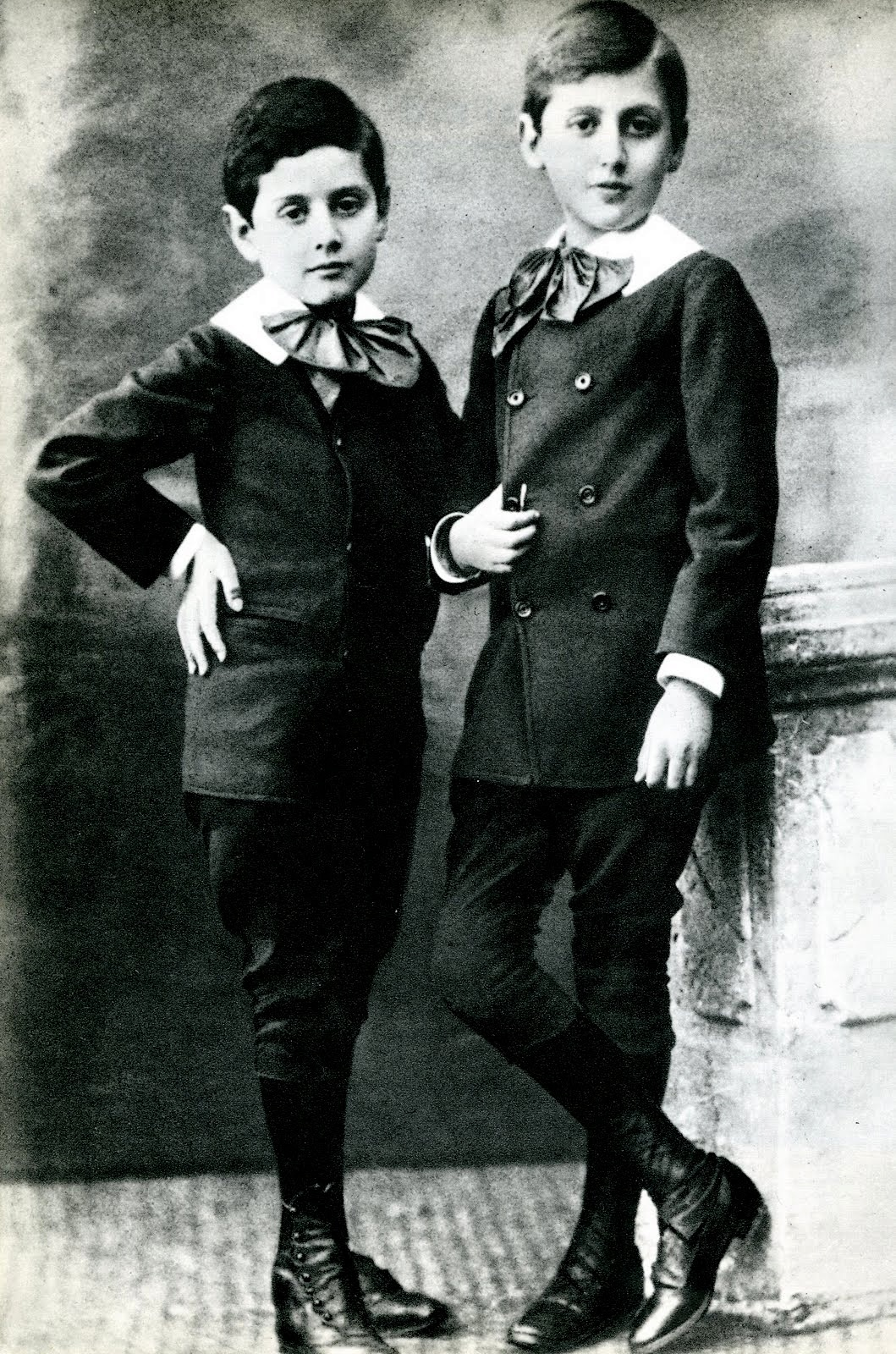
Os irmãos Robert e Marcel Proust, em 1880.
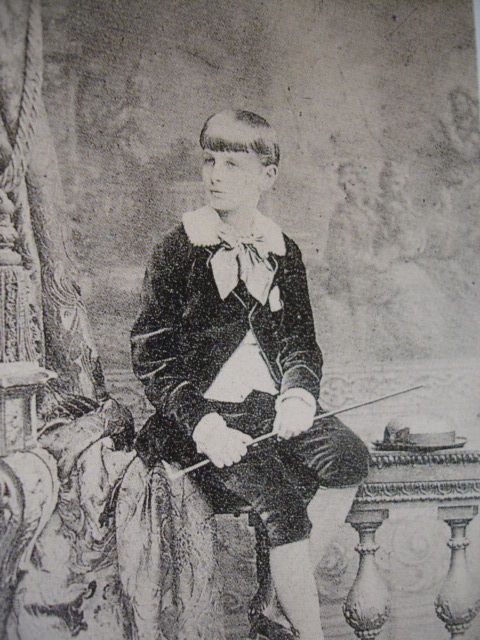
Marcel Proust, em 1883.
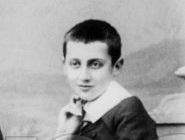
Marcel Proust, por volta de 1885.
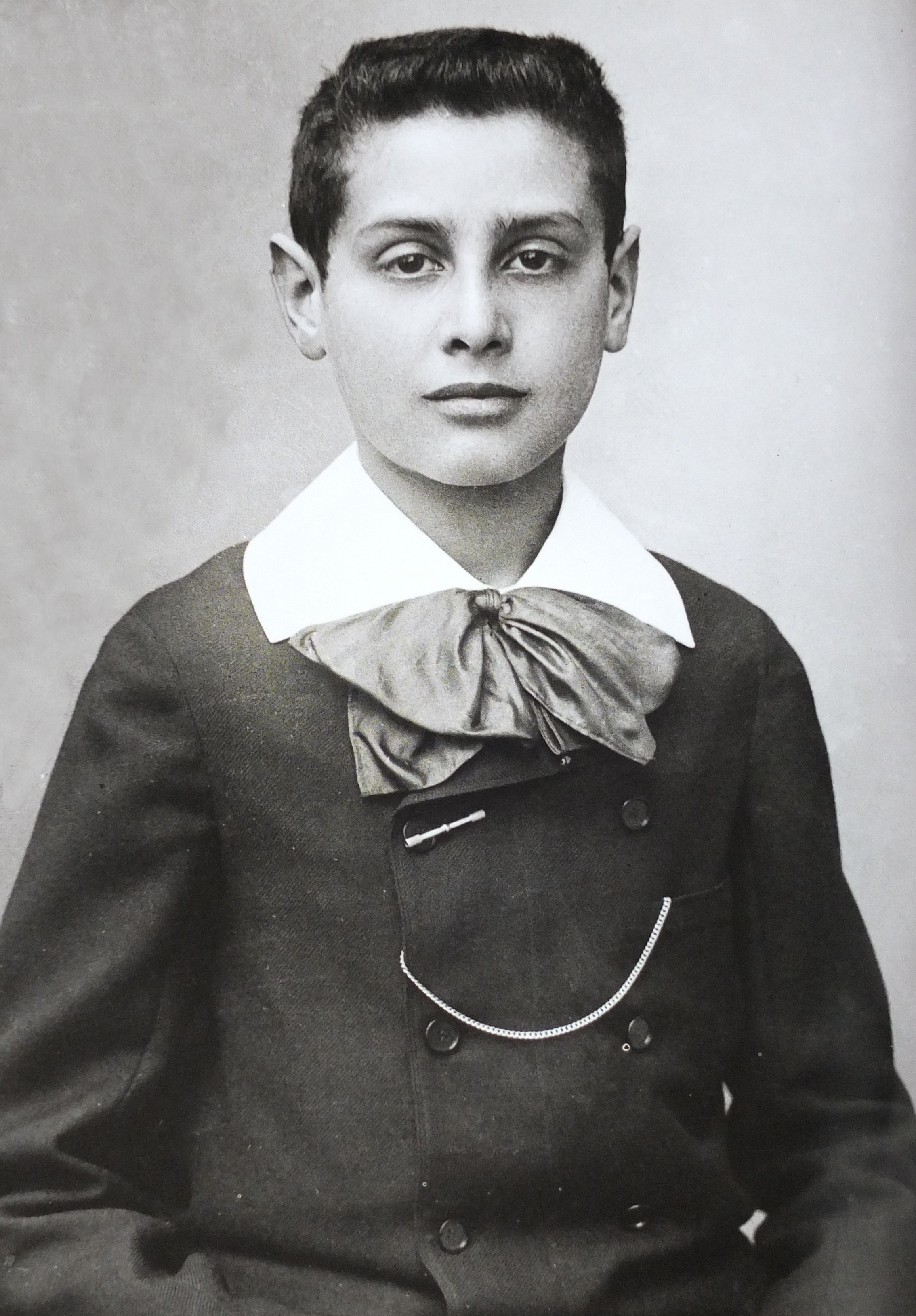
Seu irmão Robert, por volta de 1887.

## Juventude

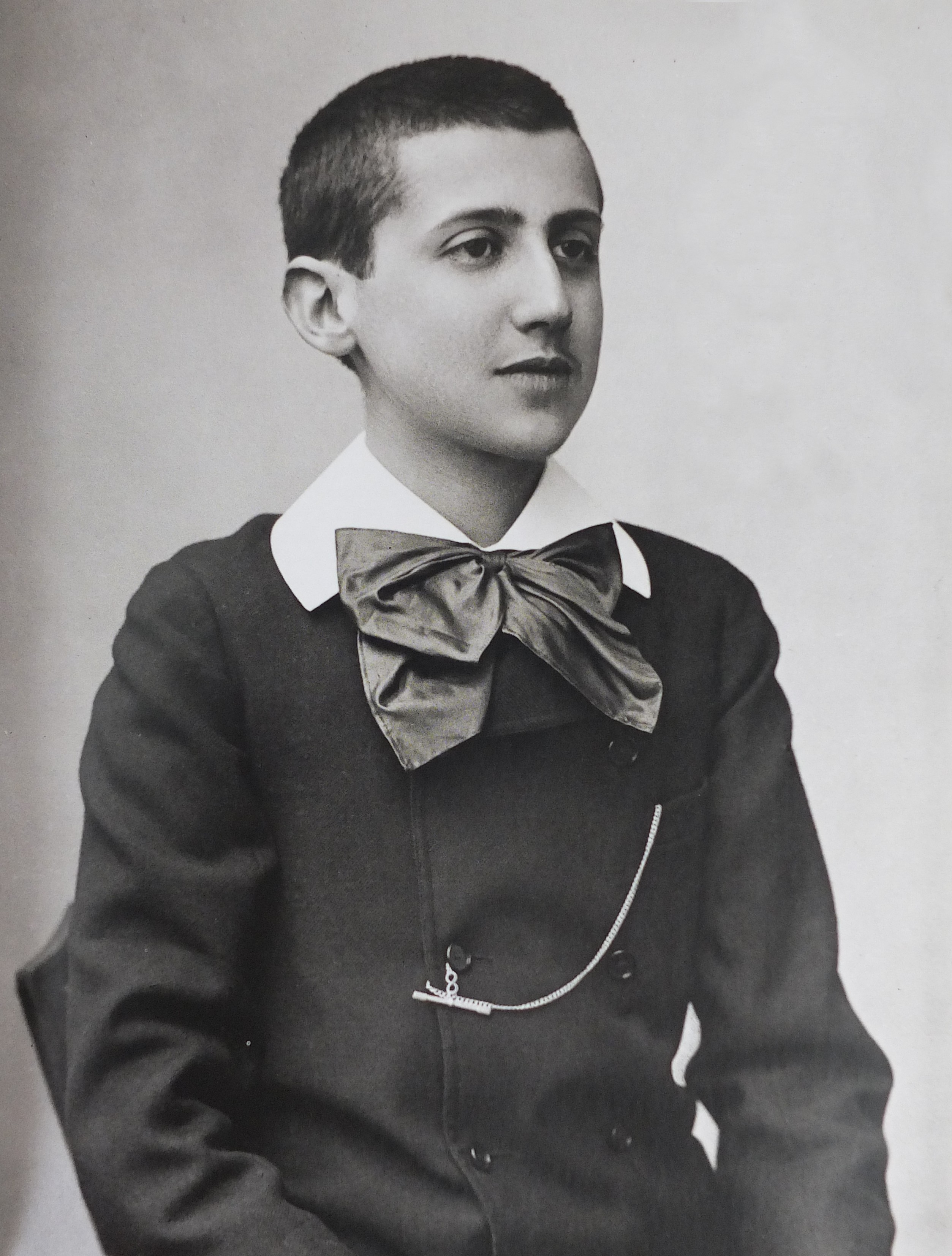
Marcel Proust aos 15 anos, em março de 1887, fotografado por Paul Nadar.

Quando jovem, Proust foi aluno de um pequeno curso primário intitulado Pape-Carpantier, no qual teve como colega Jacques Bizet, filho do compositor Georges Bizet (falecido em 1875) e de sua esposa Geneviève Halévy. Ela tinha um salão na casa de seu tio, onde os artistas se encontravam, quando ela se casou novamente, em 1886, com o advogado Émile Straus, abriu seu próprio salão, do qual Proust seria um frequentador assíduo.

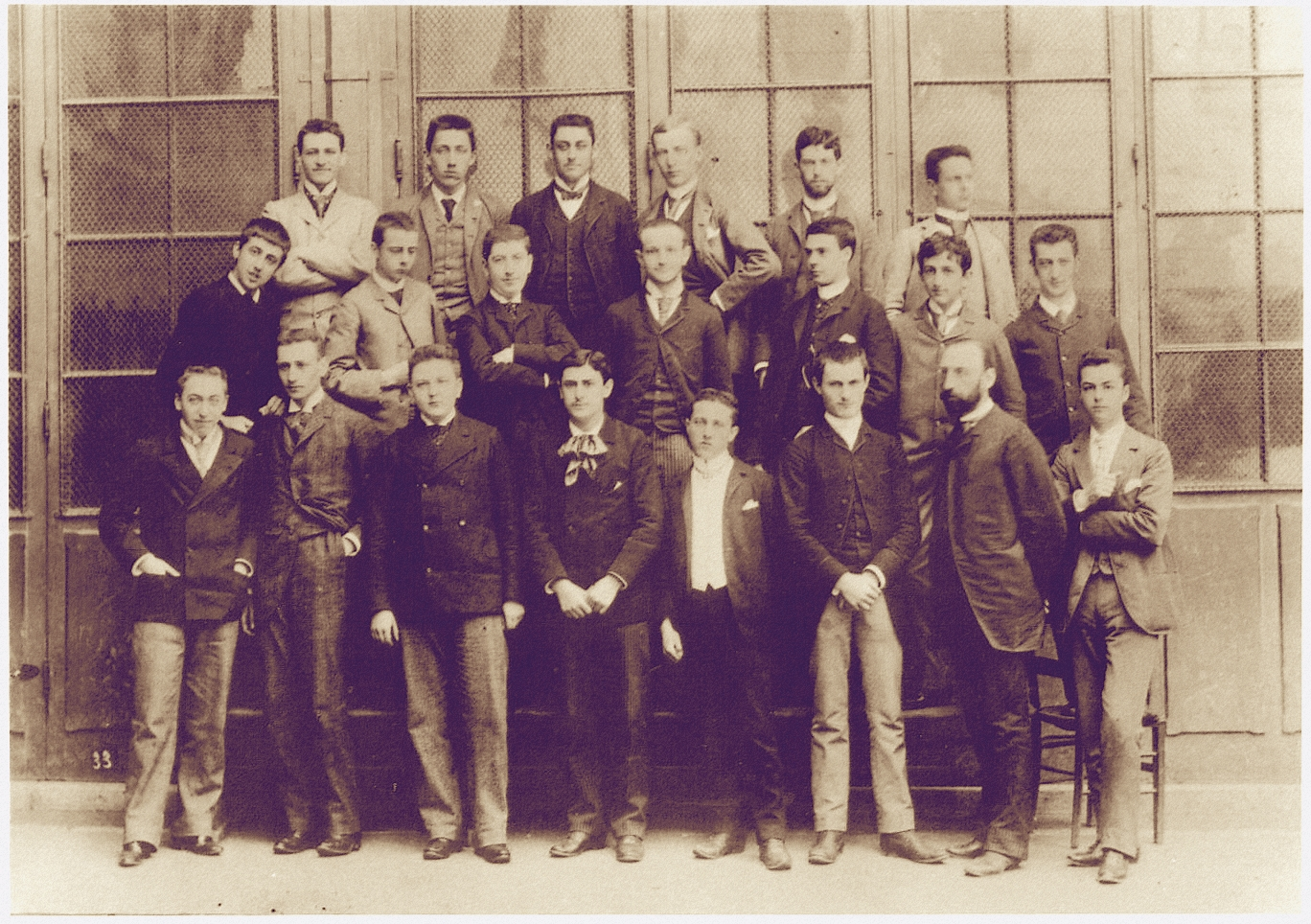
Marcel Proust na 2ª fila, 1ª à esquerda, no Lycée Condorcet, 1888-1889.

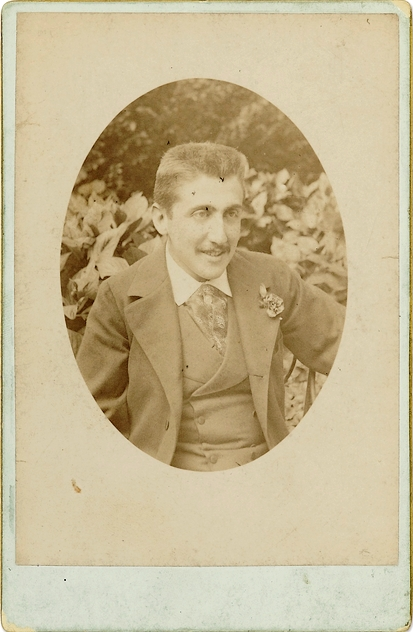
Marcel Proust, em 1892.

A partir de 1882, Proust estudou no Lycée Condorcet, no qual repetiu a quinta série, sendo colocado no quadro de honra pela primeira vez em dezembro de 1884. Muitas vezes faltava por causa de sua saúde frágil, mas já conhecia Victor Hugo e Musset de cor, como a personagem de Jean Santeuil. 
Nessa época, se tornou aluno de filosofia de Alphonse Darlu, e manteve amizades com Fernand Gregh, Jacques Baignères e Daniel Halévy (primo de Jacques Bizet), com quem escreve em revistas literárias do ensino médio.
Ele se destacava em literatura e recebeu um prêmio em seu último ano. Graças aos colegas conseguiu acessar alguns salões da mais alta burguesia, que lhe forneceram farto material para a Em Busca do Tempo Perdido.

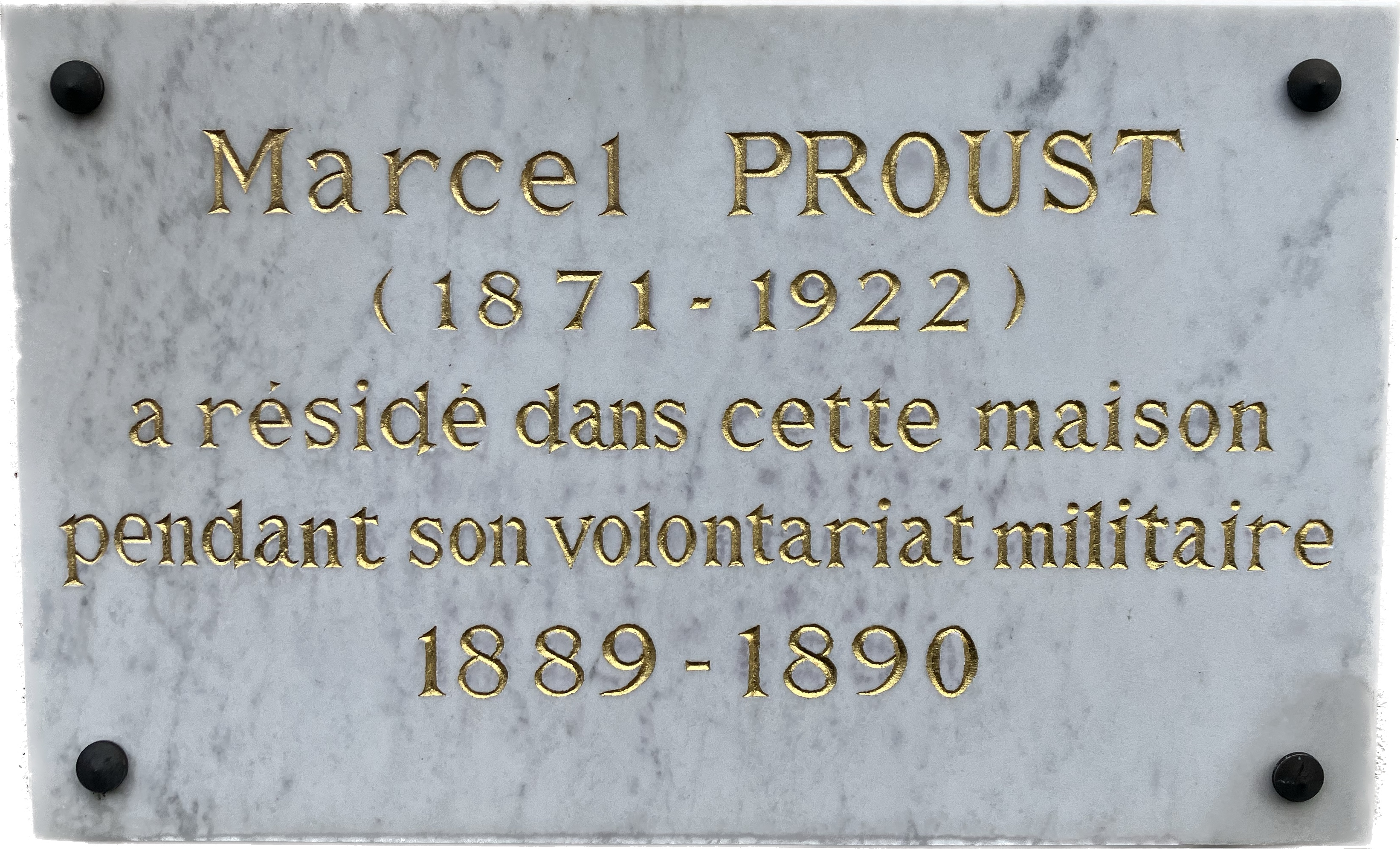
Placa da 92 rue du faubourg Bannier, em Orleães, onde residiu durante o serviço militar.

O primeiro amor de infância e adolescência do escritor foi Marie de Benardaky, filha de um diplomata polonês, súdito do Império Russo, com quem brincava nos jardins da Champs-Élysées nas tardes de quinta-feira, junto a Antoinettee e Lucie Félix-Faure Goyau (filhas do futuro Presidente da República), Léon Brunschvicg, Paul Bénazet e Maurice Herbette.
Ele parou de ver Marie de Benardaky em 1887, os primeiros impulsos de amar ou ser amado por alguém que não fosse sua mãe haviam falhado.

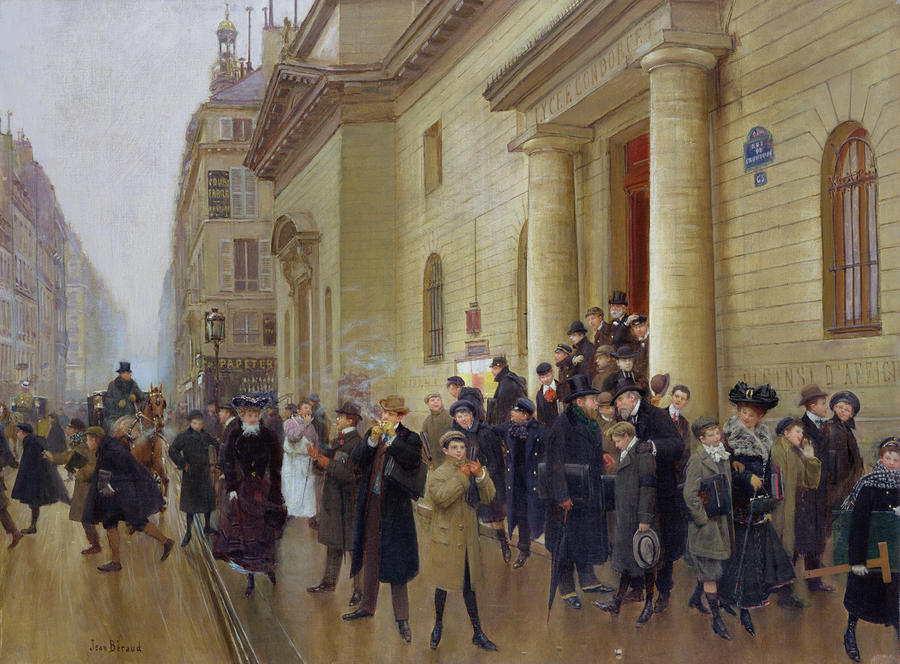
Jean Béraud, saindo do Lycée Condorcet (cerca de 1903), Paris, museu Carnavalet.

As primeiras tentativas literárias de Proust datam dos últimos anos do ensino médio. Mais tarde, em 1892, Gregh fundou uma pequena revista, com seus ex-colegas do Condorcet, intitulada Le Banquet, da qual Proust era o colaborador mais assíduo. Sua fama de esnobe surge nessa época, na qual foi apresentado a vários salões parisienses e iniciou sua ascensão social.
Ele se torna amigo de Robert de Billy. Tempos depois, se torna amigo de Lucien Daudet, filho do romancista Alphonse Daudet, que é seis anos mais novo do que ele. O adolescente é fascinado pelo futuro escritor. Eles se conheceram durante o ano de 1895. Sua ligação, ao que parece, sentimental, é revelada pelo diário de Jean Lorrain.

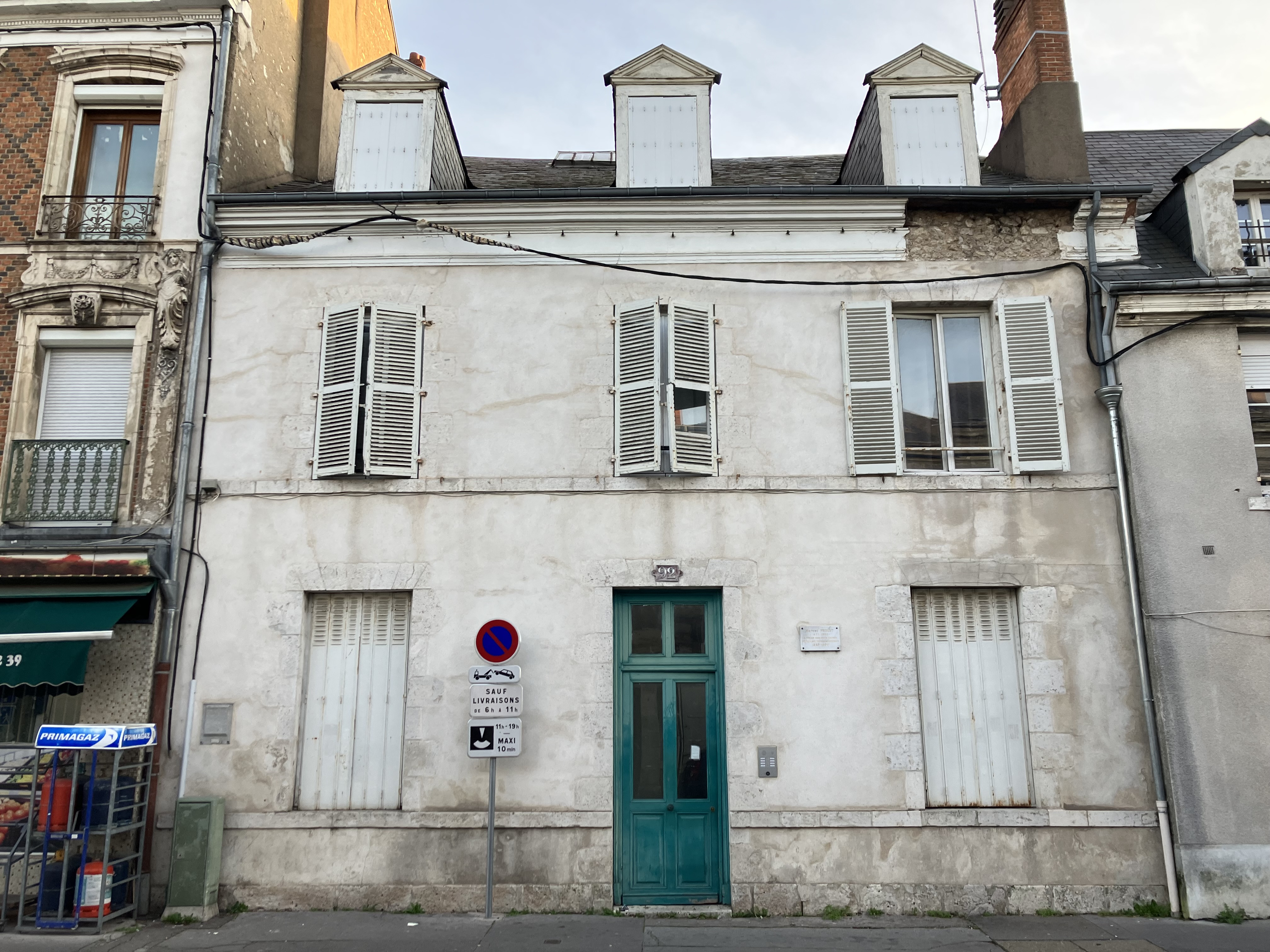
Casa de Proust, em 92 Faubourg Bannier Orleans, durante seu serviço militar.

Proust antecipa a convocação e cumpre o serviço militar em 1889-1890 em Orleães, no 76º Regimento de Infantaria, e dele guarda uma feliz lembrança. Foi nessa época que conheceu em Paris Gaston Arman de Caillavet, de quem se tornou um grande amigo, e sua noiva, Jeanne Pouquet, por quem se apaixonou. Ele se inspira nessas relações para os personagens de Robert de Saint-Loup e Gilberte.
Ele também é apresentado ao salão de Madame Arman de Caillavet, a quem permanece ligado até a sua morte e que o apresenta ao primeiro escritor famoso de sua vida, Anatole France (modelo de Bergotte).
Voltando à vida civil, fez cursos na École Libre des Sciences Politiques (ELSP) com Albert Sorel (que o considerou “muito inteligente” em seu exame oral final) e Anatole Leroy-Beaulieu. Seu pai sugeriu que ele prestasse concursos diplomáticos ou fizesse parte da Ècole Nationale des Chartes.
Ele escreveu ao bibliotecário do Senado, Charles Grandjean e decidiu inicialmente se matricular na Sorbonne, onde acompanhou as aulas de Henri Bergson (mesmo que ainda o lecionasse no Liceu Henrique IV), seu primo, de cujo casamento foi padrinho e cuja influência em sua obra foi por vezes considerada importante, o que Proust sempre negou. Marcel Proust se formou em literatura em março de 1895.
Em 1896, publicou Les Plaisirs et les Jours, uma coleção de poemas em prosa, retratos e contos em estilo da virada do século. As ilustrações do livro ficaram por conta de Madeleine Lemaire, cujo salão Proust frequentava, e no qual, na primavera de 1984, conheceu o maestro e compositor Reynaldo Hahn, aluno de Jules Massenet, que na ocasião cantou sua canção "Les Chansons grises". Foi também com Madeleine Lemaire, no Château de Réveillon, que Proust, com vinte e três anos, e Reynaldo Hahn, com vinte, passou parte do verão de 1894.
O livro foi produzido de forma tão suntuosa que custou o dobro do preço normal de um livro de seu tamanho, e passou quase despercebido pelo público, ao passo que a crítica o recebeu duramente — notadamente o escritor Jean Lorrain, conhecido pela ferocidade de seus julgamentos.

Marcel Proust na juventude
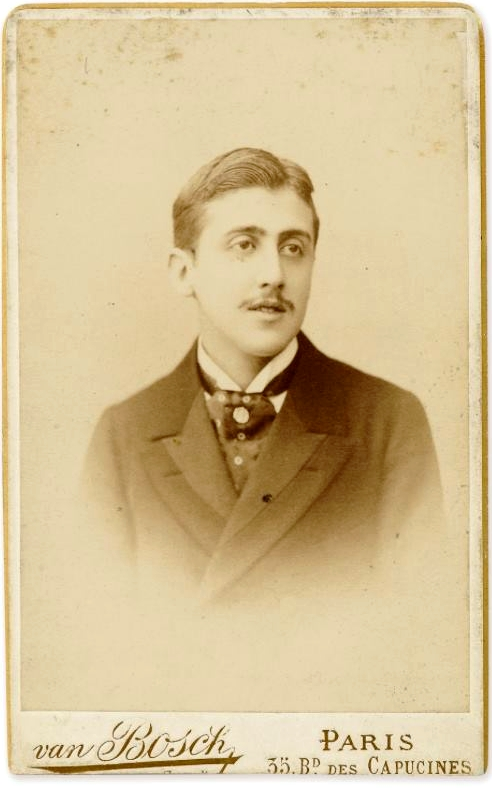
Marcel Proust, em 1891.
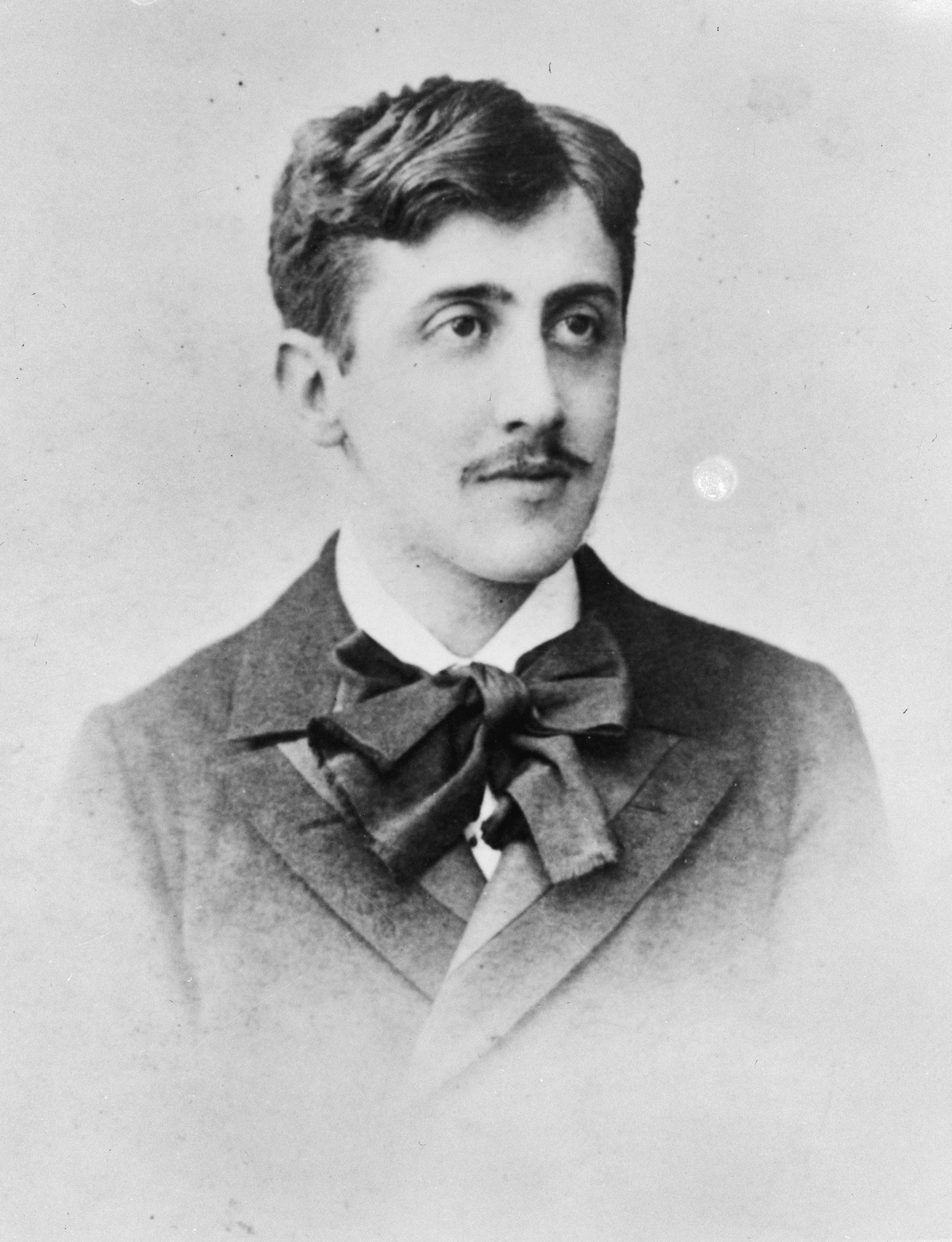
Marcel Proust, em 1891.
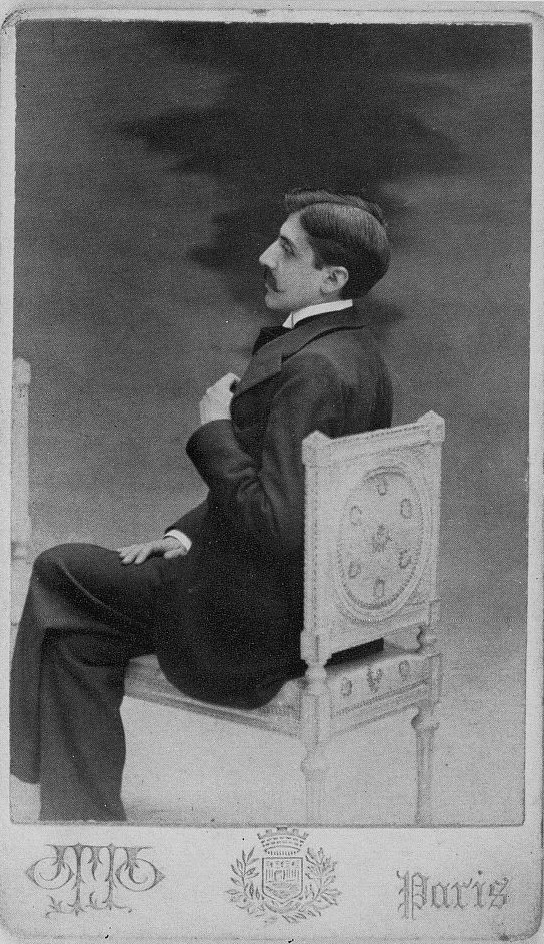
Marcel Proust, em 1895.
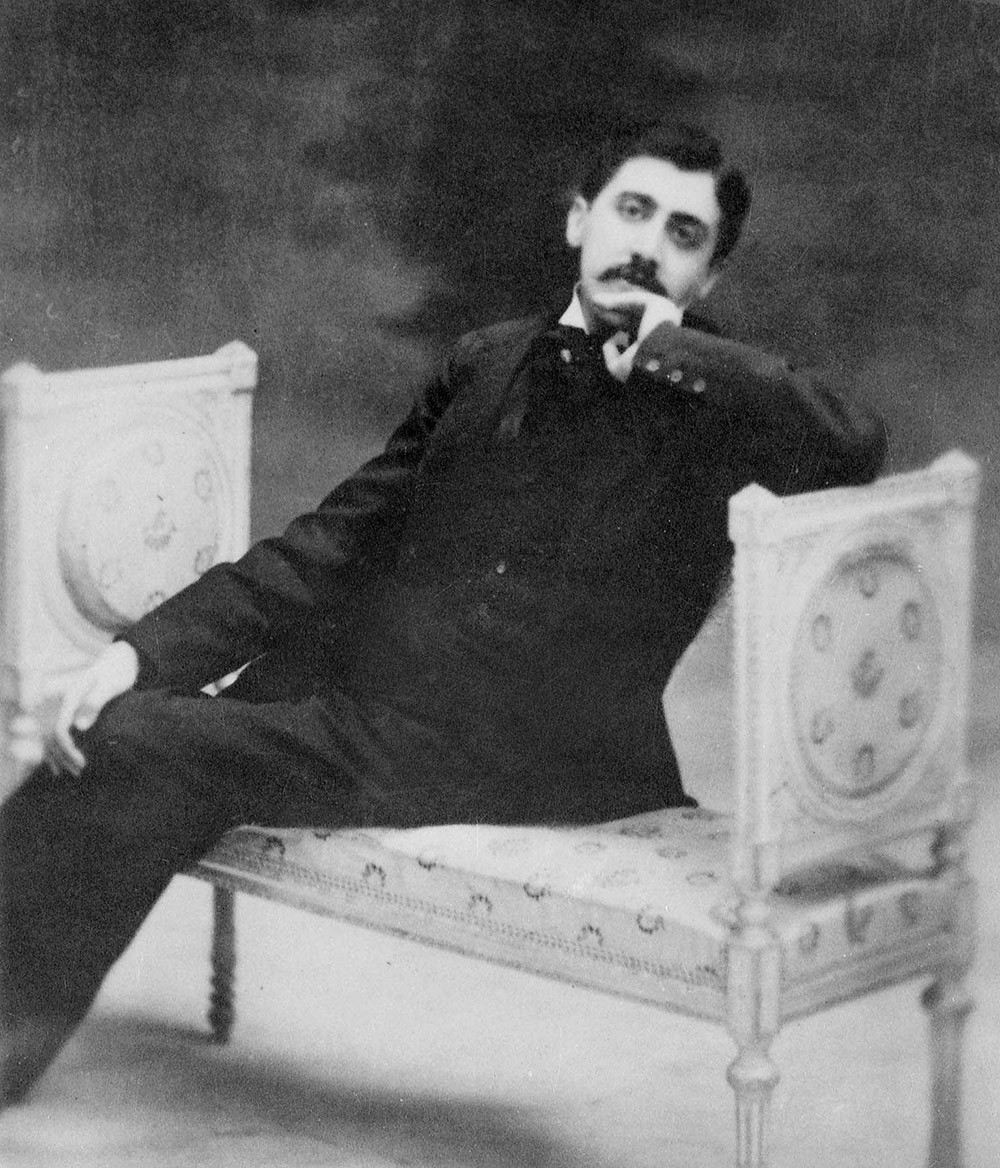
Marcel Proust, em 1895.

## EscrevendoJean Santeuil

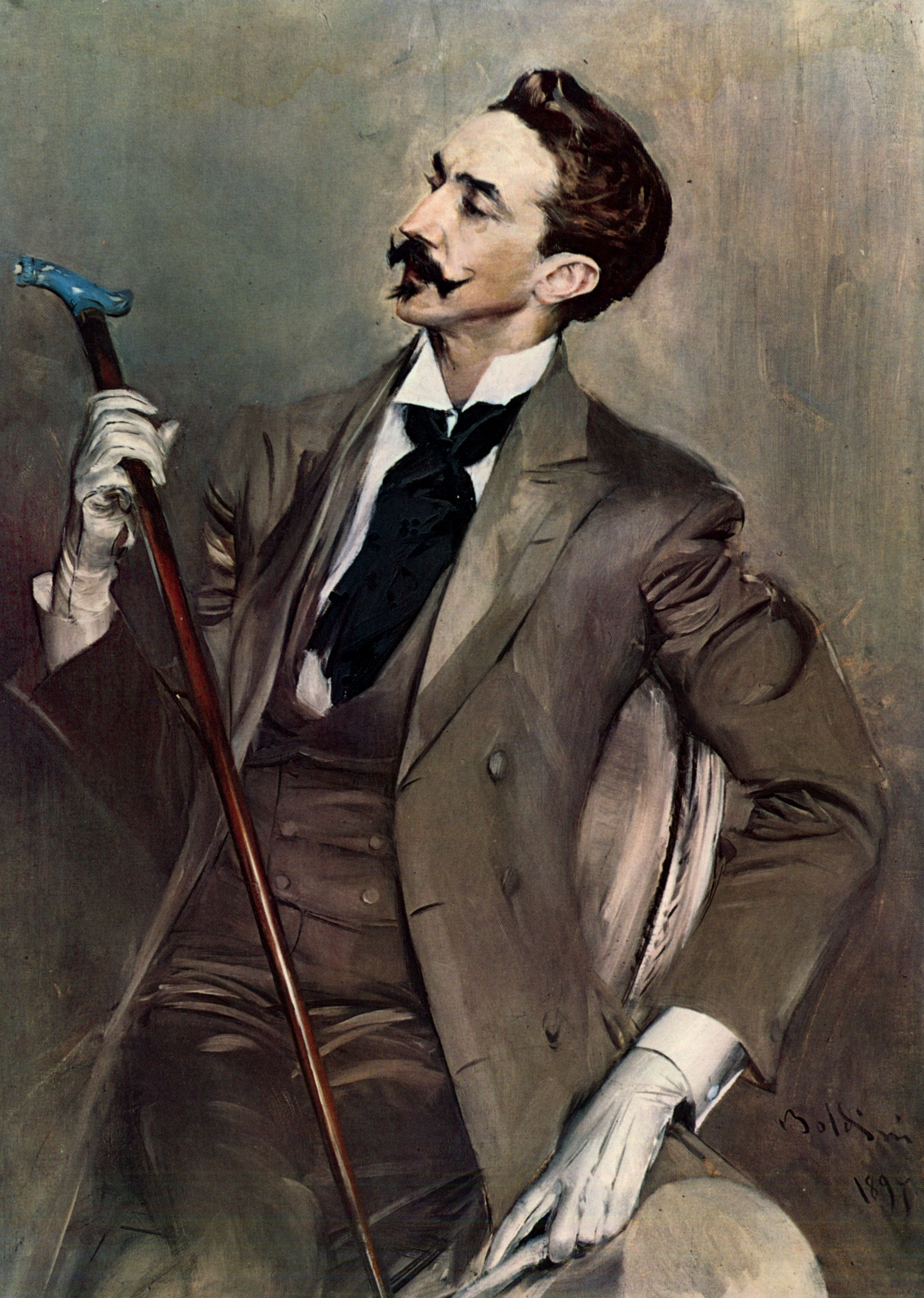
Giovanni Boldini, Le Conde Robert de Montesquiou (1897), Paris, do Museu de Orsay.

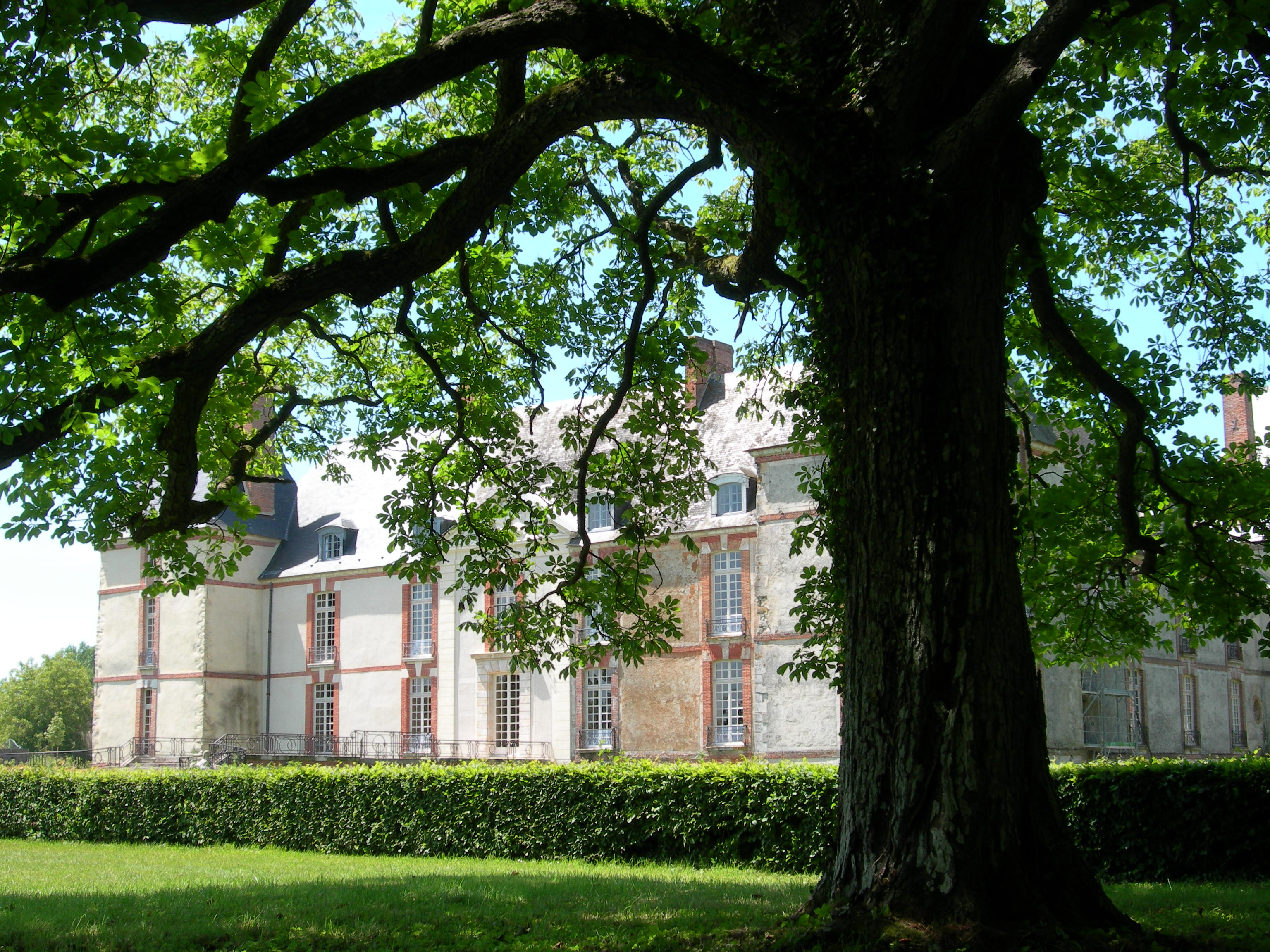
O Château de Réveillon de Madeleine Lemaire, onde Proust fez duas longas estadias em 1894 e 1895. Este lugar inspirou as páginas de Jean Santeuil e "La Raspelière" de Madame Verdurin.

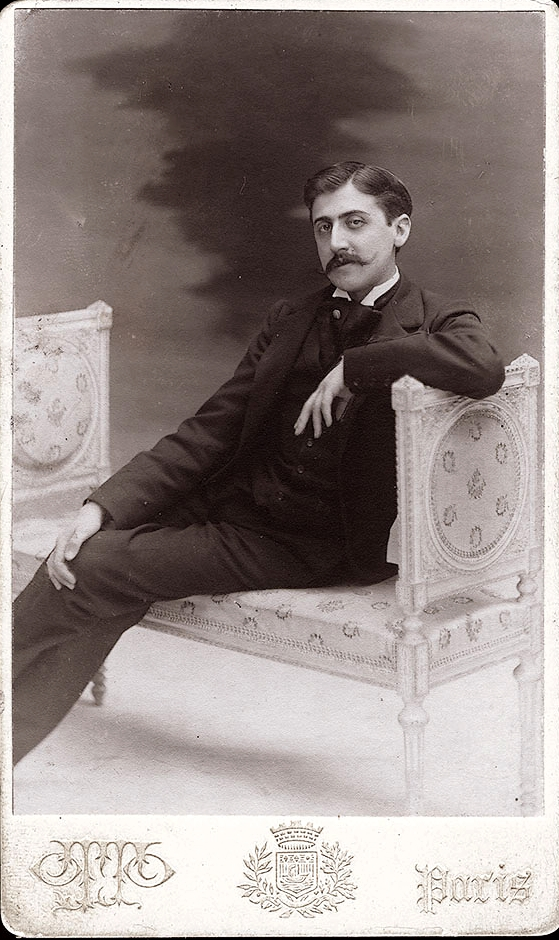
Marcel Proust, em 1895.

A fortuna da família garantiu-lhe uma vida fácil e permitiu-lhe frequentar os salões das classes médias e altas, bem como os da aristocracia do Faubourg Saint-Germain e do Faubourg Saint-Honoré, dos quais recolheu material para as suas obras literárias.
Ele tinha 18 anos quando entrou no salão de Madame Straus graças à amizade de seu filho Jacques Bizet, que o frequentava há anos. Nas cartas que escreveu para ela, ele declarou um “amor platônico” pela mesma, e implorou para que ela o considerasse gentilmente.
Nos cinco anos seguintes, se tornou frequentador assíduo desse salão, que funcionava aos domingos. Lá ele conheceu homens mundanos e conhecedores do mundo, como Charles Haas, o futuro modelo de Swann, bem como músicos, pintores e escritores, notadamente Guy de Maupassantj e Georges de Porto-Richek.
Já em 1891, Proust vê os limites desse salão, durante o baile oferecido em maio de 1891, pela princesa de Léon, para o qual Madame Straus não foi convidada. Acima de tudo, o episódio dos "sapatos vermelhos" em março de 1892, revelou-lhe a duplicidade e a superficialidade das relações sociais. Ele então transferiu sua aspiração de se misturar com a grande aristocracia para Laure de Chevigné, a quem dedicou um retrato extremamente lisonjeiro em maio de 1892. No entanto, levaria vários anos até que a extravagante descendente do Marquês de Sade se dignasse a aceitá-lo em seu salão.
Ele foi apresentado ao conde Robert de Montesquiou em abril de 1893, durante uma recepção dada por Madeleine Lemaire para comemorar o próximo lançamento de sua coleção de poemas, Le Chef des odors suaves. Ele o lisonjeia abundantemente: escreve, aliás, que “a lisonja às vezes é apenas uma demonstração de ternura” e admite com seus amigos o recurso da bajulação como sistema.
A convite do conde, Proust entrará em correspondência com ele. Nessa época escreveu para La Revue blanche um texto intitulado “Mundialidade de Bouvard e Pécuchet” que parece testemunhar seu sentimento de inadequação diante da ideia de entrar em salões verdadeiramente aristocráticos.
O conde apresentou-o, em 1894, à condessa Greffulhe, sua prima e sogra do seu amigo Armand de Gramont, duque de Guiche. Ele também frequentou os salões de Hélène Standish (nascida Hélène de Pérusse des Cars), a princesa de Wagram, da família Rothschild e a condessa de Haussonvillem, entre outros.
Desses encontros extraiu observações que registrou na forma de “estudos”, contos ou resenhas de livros que publicou na Le Banquet, entre 1892 e 1893. Geneviève Straus será representada como Mme Marmet em Jean Santeuil.
Em 29 de junho de 1895, foi aprovado no concurso de bibliotecário do Mazarine, se apresentou ali algumas vezes durante os quatro meses seguintes e finalmente pediu licença. Em julho, ele passou as férias em Kreuznach, uma cidade termal alemã, com sua mãe, depois quinze dias em Saint-Germain-en-Laye, onde escreveu um conto, "La Mort de Baldassare Silvande", publicado no The Weekly Review, no dia 29 de outubro seguinte e que foi dedicado a Reynaldo Hahn. Ele passou parte de agosto com Hahn na casa de Mme Lemaire, em Dieppe.
Então, em setembro, os dois amigos partiram para Belle-Île-en-Mer e depois para Beg Meil. Esta é uma oportunidade de conhecer as paisagens descritas por Renan. Proust retorna a Paris em meados de outubro.
Foi a partir deste verão de 1895, que empreendeu a escrita de um romance que relata a vida de um jovem apaixonado pela literatura, na Paris social do final do século XIX. Em particular, há uma evocação das estadias feitas em 1894 e 1895 por Proust no Château de Réveillon, outra propriedade de Mme Lemaire.
Este livro de forte conteúdo autobiográfico, que recebeu postumamente o título de Jean Santeuil, em homenagem ao nome do personagem principal, permaneceu no estado de fragmentos de manuscritos, que foram descobertos e publicados em 1952 por Bernard de Fallois.
A influência de sua homossexualidade na obra parece ter um papel importante, já que Marcel Proust foi um dos primeiros romancistas europeus a lidar abertamente com o tema (tanto da homossexualidade masculina quanto da feminina) em seus escritos posteriores. Por enquanto, ele não a compartilha com seus íntimos, mesmo que seu primeiro caso (com Reynaldo Hahn) seja dessa época.
Léon Daudet descreve Proust chegando ao restaurante Weber por volta de 1905:
| “             | Por volta das sete e meia, um jovem pálido e com olhos de corça chegou ao Weber, chupando ou mexendo em metade de seu bigode castanho caído, cercado por artigos de lã como uma bugiganga chinesa. Pediu um cacho de uvas, um copo d'água e declarou que acabara de levantar, que estava gripado, que ia dormir de novo, que o barulho o incomodava, olhou em volta preocupado, depois debochando, no final explodiu em gargalhadas encantadoras e por lá permaneceu. Logo saíram de seus lábios, proferidos em tom hesitante e apressado, comentários de extraordinária novidade e percepções de diabólica sutileza. Suas imagens imprevistas esvoaçavam sobre as coisas e as pessoas, como música superior, como dizem que chegaria à taberna do Globo, entre os companheiros do divino Shakespeare. Ele puxou a Mercutio e Puck, seguindo vários pensamentos ao mesmo tempo, ágil em se desculpar por ser amável, crivado de escrúpulos irônicos, naturalmente complexo, trêmulo e sedoso. | ” |
| — Léon Daudet | |   |

## Estética de Ruskin

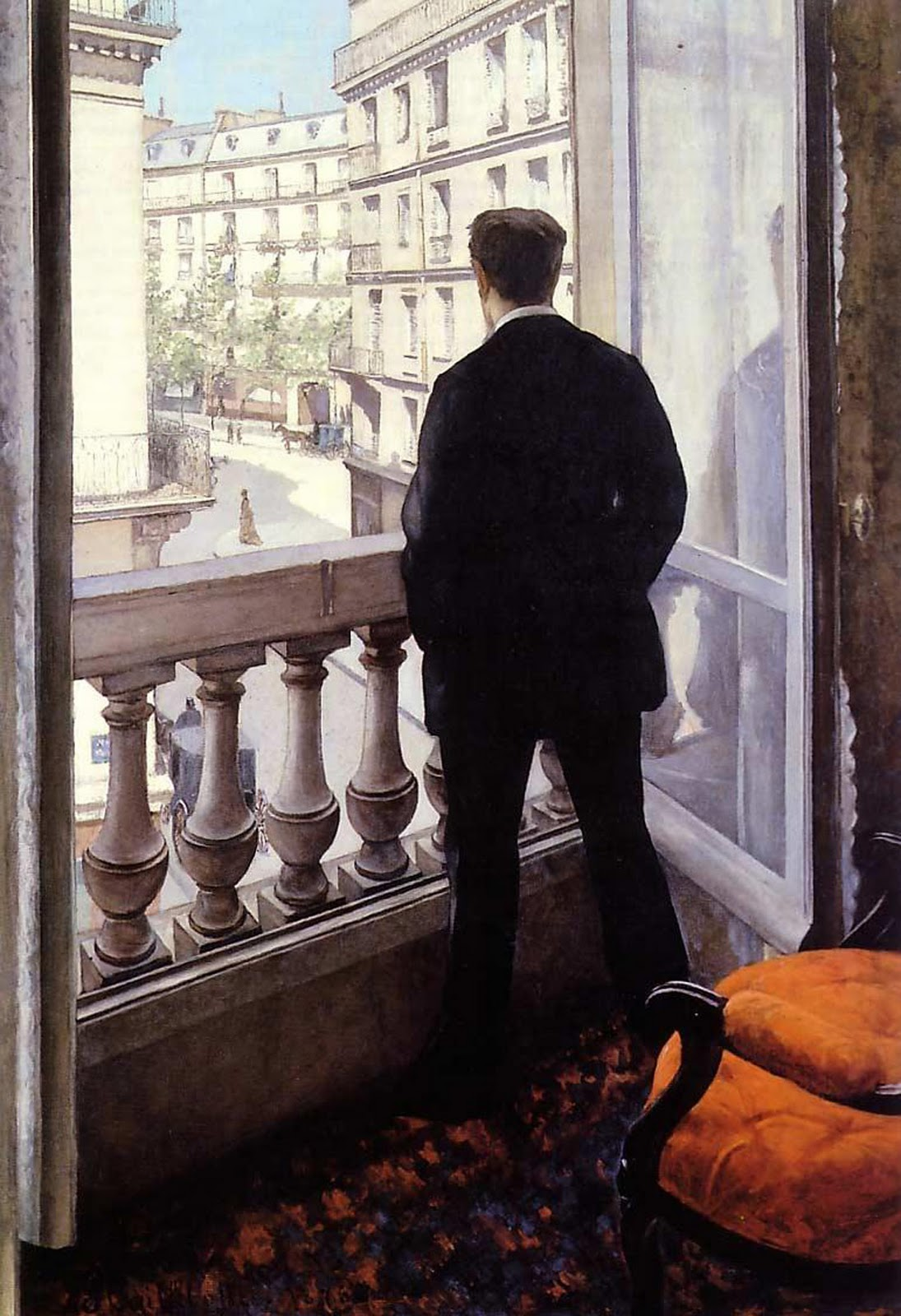
Gustave Caillebotte, Jeune homme à la fenêtre (1876), Los Angeles, Museu J. Paul Getty.

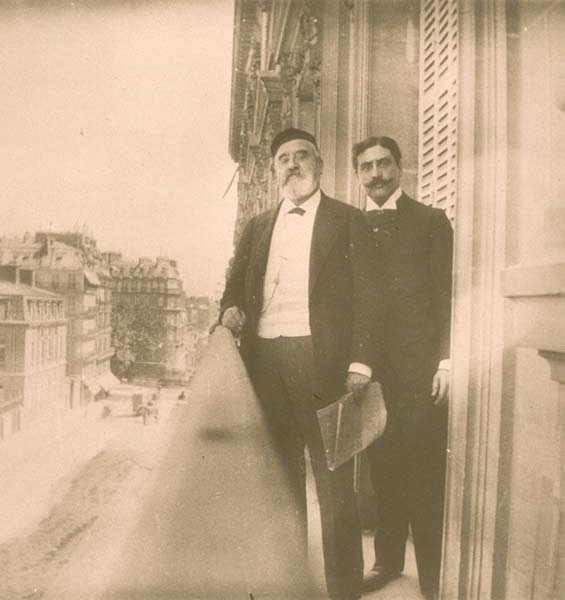
Dr. Adrien Proust e seu filho Robert na varanda de 45, rue de Courcelles, entre 1900 e 1903.

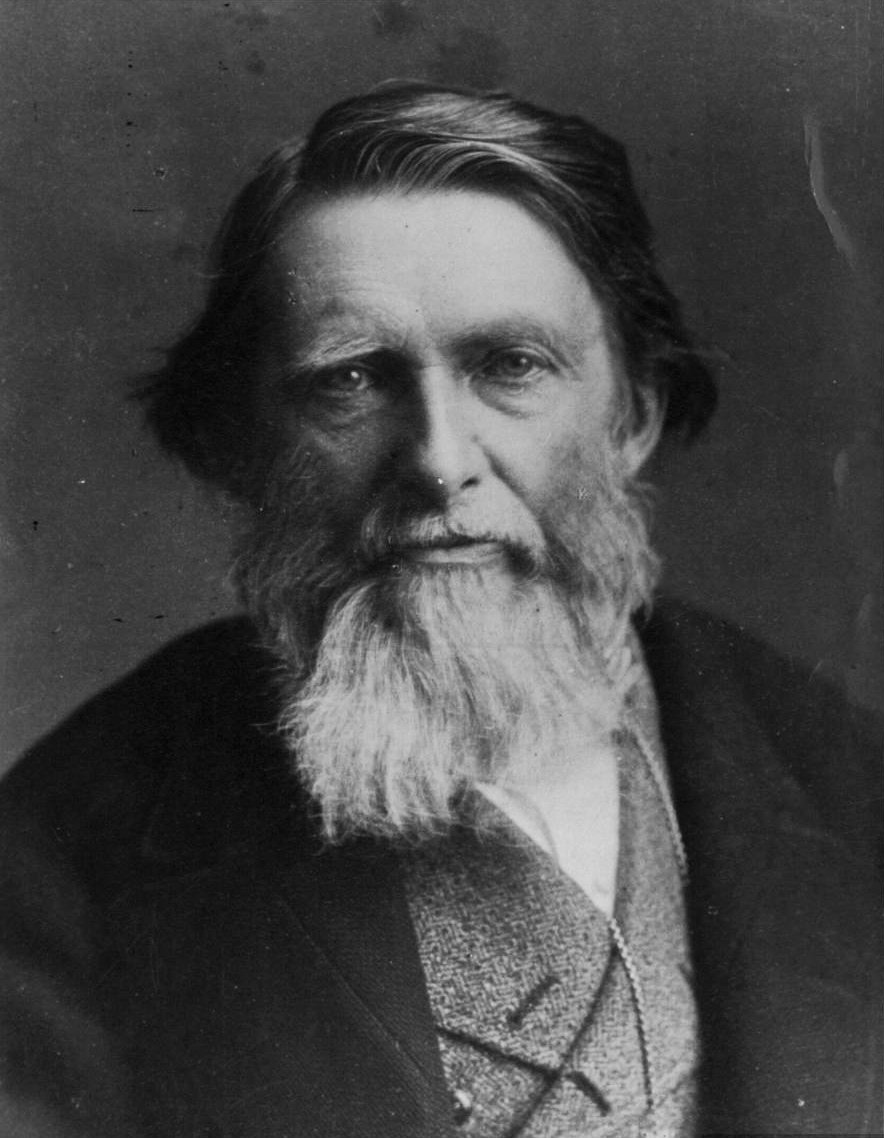
John Ruskin, em 1879.

Por volta de 1900, ele abandonou a escrita de Jean Santeuil e conheceu o esteta inglês John Ruskin, a quem seu amigo Robert de Billy, que foi diplomata em Londres entre 1896 a 1899, o apresentou.
Tendo Ruskin proibido a tradução de sua obra durante a vida, Proust a descobre por meio de artigos e livros a ele dedicados, como o de Robert de La Sizeranne, intitulado Ruskin et la religion de la beauté.
Quando Ruskin morreu em 1900, Proust decidiu traduzi-lo. Para isso, empreendeu várias "peregrinações ruskinianas" ao norte da França, a Amiens e, sobretudo, a Veneza, onde se hospedou com sua mãe em maio de 1900 no Hotel Danieli, local onde Alfred de Musset e George Sand viveram. 
Ele encontra Reynaldo Hahn e sua prima Marie Nordlinger, que moram perto, e eles visitam Pádua, onde Proust descobre os afrescos de Giotto di Bondone, Les Virtues et les Vices, que ele apresenta no Em Busca do Tempo Perdido. Durante este tempo, seus primeiros artigos sobre Ruskin apareceram no Mercure de France e no La Gazette des Beaux Arts.
Este episódio aparece em Albertine disparue. Os pais de Marcel também desempenham um papel decisivo no trabalho de tradução.
O pai aceita sua inclinação em ser tradutor, pelo fato da atividade colocá-lo a trabalhar, já que ele sempre se mostrou rebelde a qualquer função social e tinha acabado de se demitir do cargo de empregado não remunerado da biblioteca Mazarine. 
A mãe desempenha um papel muito mais direto, uma vez que Proust tinha um fraco domínio do inglês, ela se engajou na primeira tradução, palavra por palavra, do texto em inglês; a partir dessa decifração, Proust pode então “écrire en excellent français, du Ruskin", como observou um crítico na publicação de sua primeira tradução, The Bible of Amiens (1904).
No outono de 1900, a família Proust se mudou para a rue de Courcelles, 45. Foi nessa época que Proust conheceu o príncipe Antoine Bibesco na casa de sua mãe, a princesa Hélène Bibesco, que tinha um salão onde convidava principalmente músicos (incluindo Gabriel Fauré, que foi importante para a Sonata de Vinteuil) e pintores.
Os dois jovens se reencontraram após o serviço militar na Romênia, no outono de 1901. Antoine Bibesco se tornou um confidente próximo de Proust até o fim de sua vida, enquanto o escritor viajava com seu irmão Emmanuel Bibesco, que também amava Ruskin e as catedrais góticas.
Proust ainda continuou suas peregrinações ruskinianas, visitando notavelmente a Bélgica e a Holanda, em 1902, com Bertrand de Fénelon (outro modelo de Saint-Loup), que conheceu por meio de Antoine Bibesco e por quem sentiu um apego que não pode confessar. A partida do filho mais novo, Robert, que se casou em 1903, transformou o cotidiano da família.

## Em Busca do Tempo Perdido

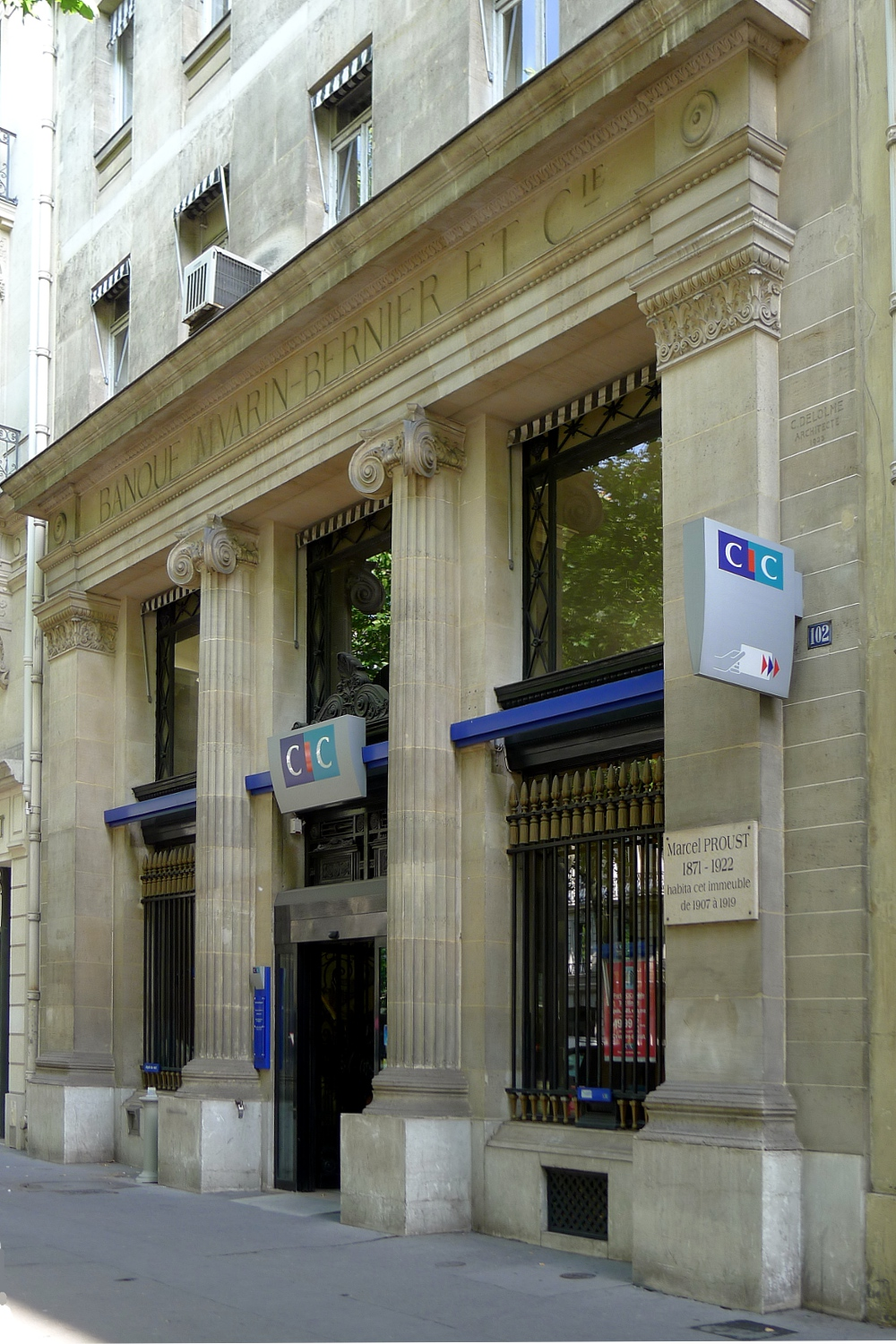
Edifício no 102, boulevard Haussmann, em Paris, onde Marcel Proust viveu de 1907 a 1919.

Após a morte de sua mãe, entre dezembro de 1905 e janeiro de 1906, Proust permaneceu em Billancourt, no sanatório para neuróticos dos doutores Alice e Paul Sollier que, em 1924, passou a ser chamado de Hospital Ambroise-Paré.
Durante quinze anos, Proust viveu a maior parte do tempo recluso, em seu quarto forrado de cortiça, no segundo andar do 102, no Boulevard Haussmann, para onde se mudou em 27 de dezembro de 1906, após a morte de seu pais (o pai em 1903; a mãe em 1905).
A primeira frase de Em Busca do Tempo Perdido foi escrita em 1907. O ano de 1908, foi um marco em sua carreira literária. Publicou pastiches no Le Figaro, no Carnet de 1908 recolheu notas que resultariam em obras futuras, e empreendeu um ensaio de crítica literária denominado "Une conversation avec Maman", que ficaria inacabado e só seria publicado em 1954 com o título "Contre Sainte-Beuve".
No mesmo ano, manteve um caso de amor com Alfred Agostinelli, que logo se desfez, levando-o ao desespero. Em 1910, mudou seus interesses para a produção narrativa, enquanto gostava de assistir dança, teatro e ópera, como Pelléas et Mélisande, de Debussy.
Sua saúde já frágil piorou ainda mais devido à asma. Ele estava exausto no trabalho, dormia durante o dia e raramente saia durante o anoitecer. Jantava sozinho ou com amigos no Ritz, onde em 1917 conheceu o jovem garçom suíço Henri Rochat. Entre 1919-1921, fez dele seu secretário particular e teve por ele uma paixão devastadora.
Sua principal obra, À la recherche du temps perdu, foi publicada entre 1913 e 1927. A obra expõe o esnobismo da sociedade aristocrática e burguesa de seu tempo, ao mesmo tem que questiona os instrumentos de ascensão social. Como Honoré de Balzac, Proust soube criar um mundo imaginário, povoado por personagens fictícios de diferentes aspectos sociais e morais e os retirados de todas as classes da sociedade.
O livro possui semelhanças com algumas obras e personagens de Balzac, a saber: o romance Le Père Goriot, as personagens Eugénie Grandet e Vautrin, de La comédie humaine e La Duchesse de Langeais. Tais criações parecem ter servido de referências para as personagens Madame Verdurin, a duquesa de Guermantes, Charlus e Charles Swann, personagens essas que encarnam características particulares, tais como: ambição, desinteresse, supremacia mundana e covardia.
O primeiro volume, Du cote de chez Swann (1913), foi rejeitado pela editora Gallimard a conselho de André Gide, apesar dos esforços do príncipe Antoine Bibesco e do escritor Louis de Robert. Gide expressou seu arrependimento depois.
Por fim, o livro é autopublicado pela Éditions Grasset e Proust paga os críticos para falarem bem dele. No ano seguinte, em 30 de maio, Proust perdeu seu secretário e amigo, Alfred Agostinelli, em um acidente de avião. Esse luto, superado pela escrita, percorre algumas páginas de "La Recherche'".
A Gallimard aceitou publicar o segundo volume, À l'ombre des jeunes filles en fleurs, pelo qual Proust recebeu o Prémio Goncourt, em 1919. Foi nessa época em que ele pensou em ingressar na Academia Francesa, onde tinha vários amigos e simpatizantes, como Robert de Flers, René Boylesve, Maurice Barrès e Henri de Régnier.

Imagens da obra Em Busca do Tempo Perdido
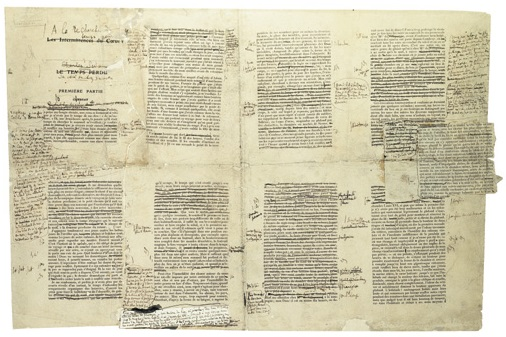
Manuscritos de Du côté de chez Swann com notas de revisão a mão feitas por Marcel Proust.
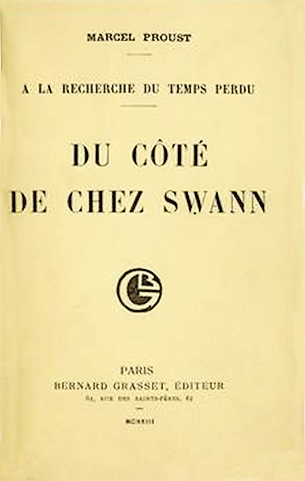
Capa da primeira edição de Du côté de chez Swann, de 1913.
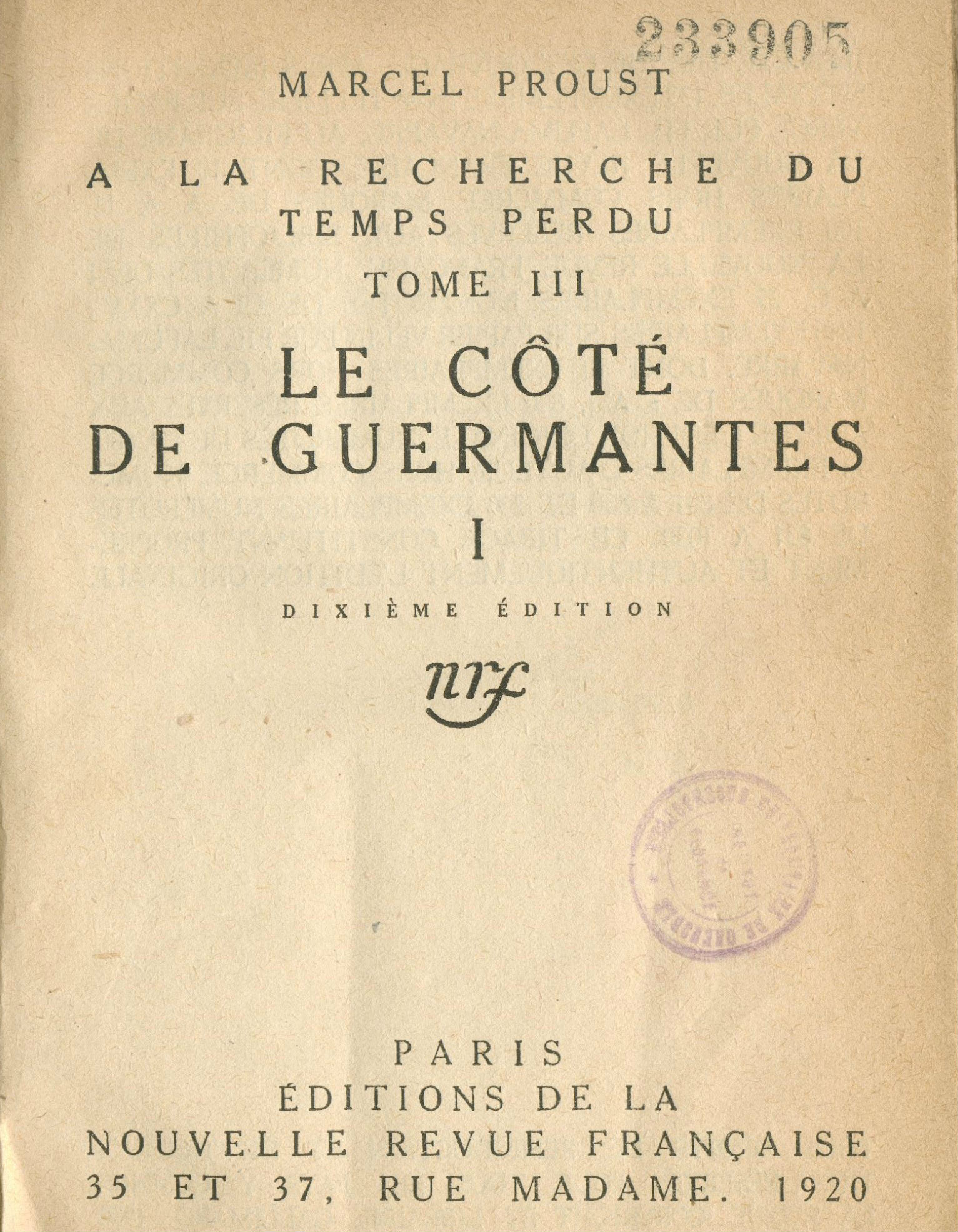
Capa da primeira edição de Le Côté de Guermantes I, de 1920.
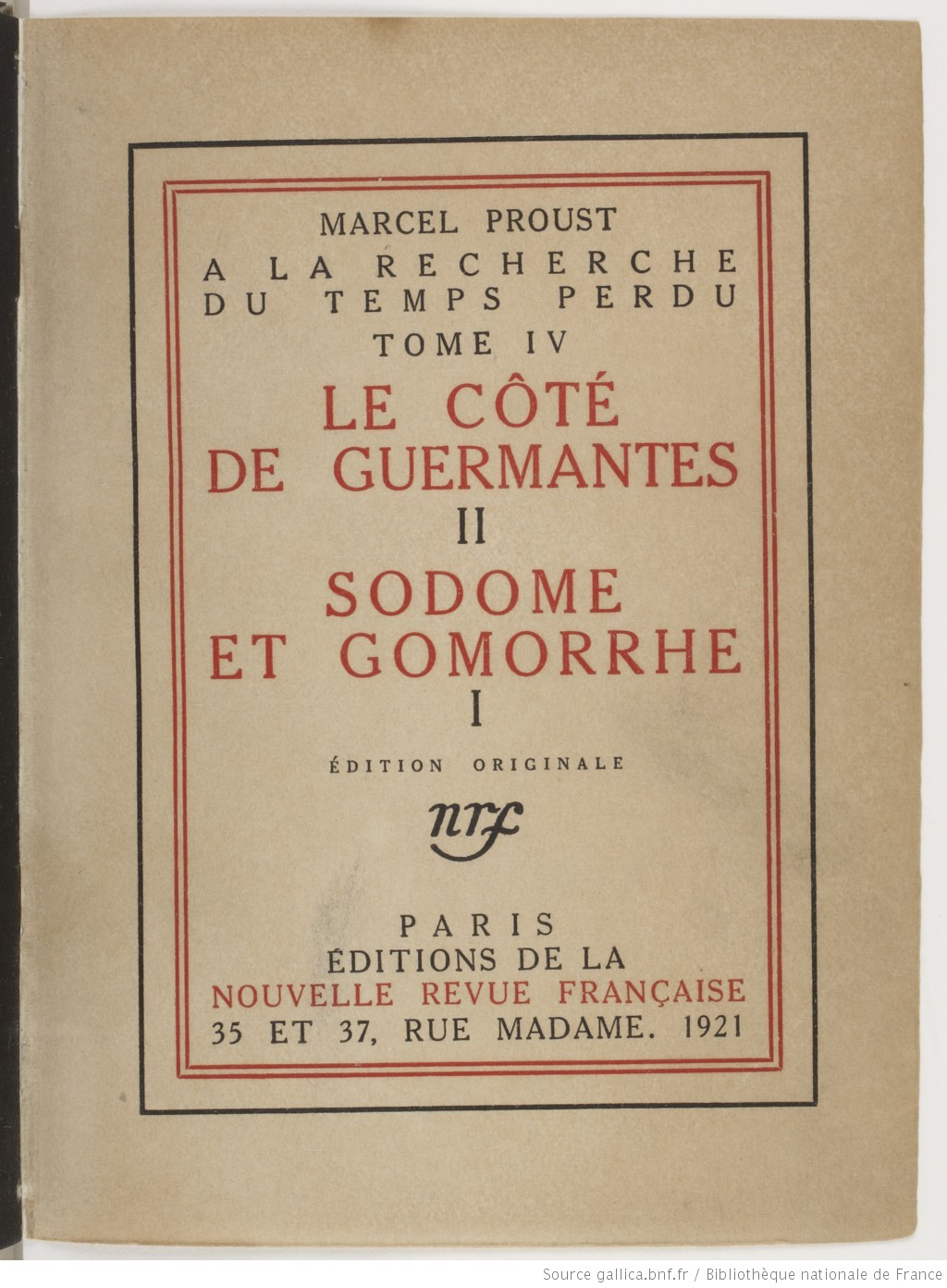
Capa da edição original da Gallimard, de 1921: Le côté de Guermantes (II) e Sodome et Gomorrhe (I).
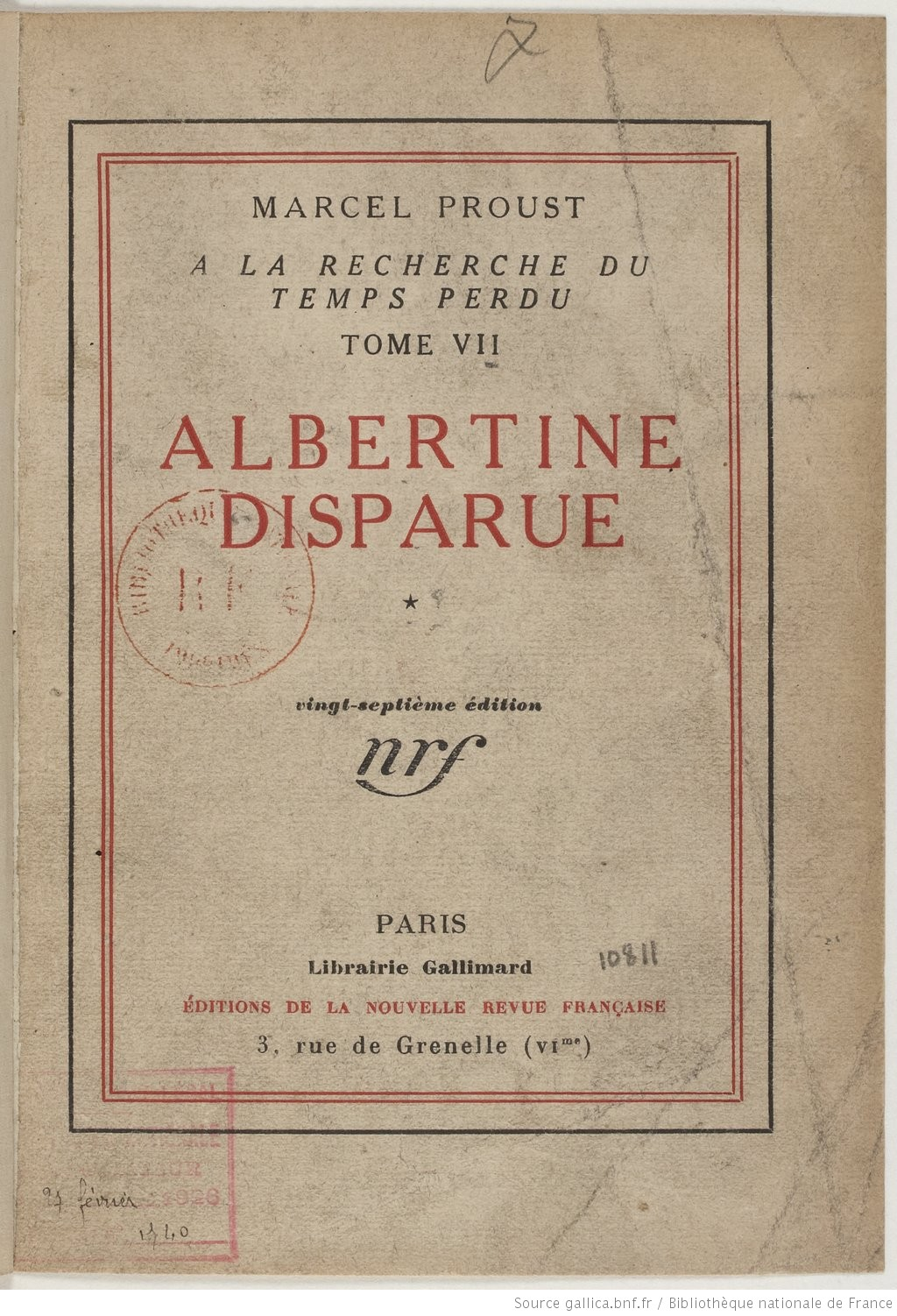
Capa da primeira edição, da Gallimard, de 1925: Albertine disparue (I).
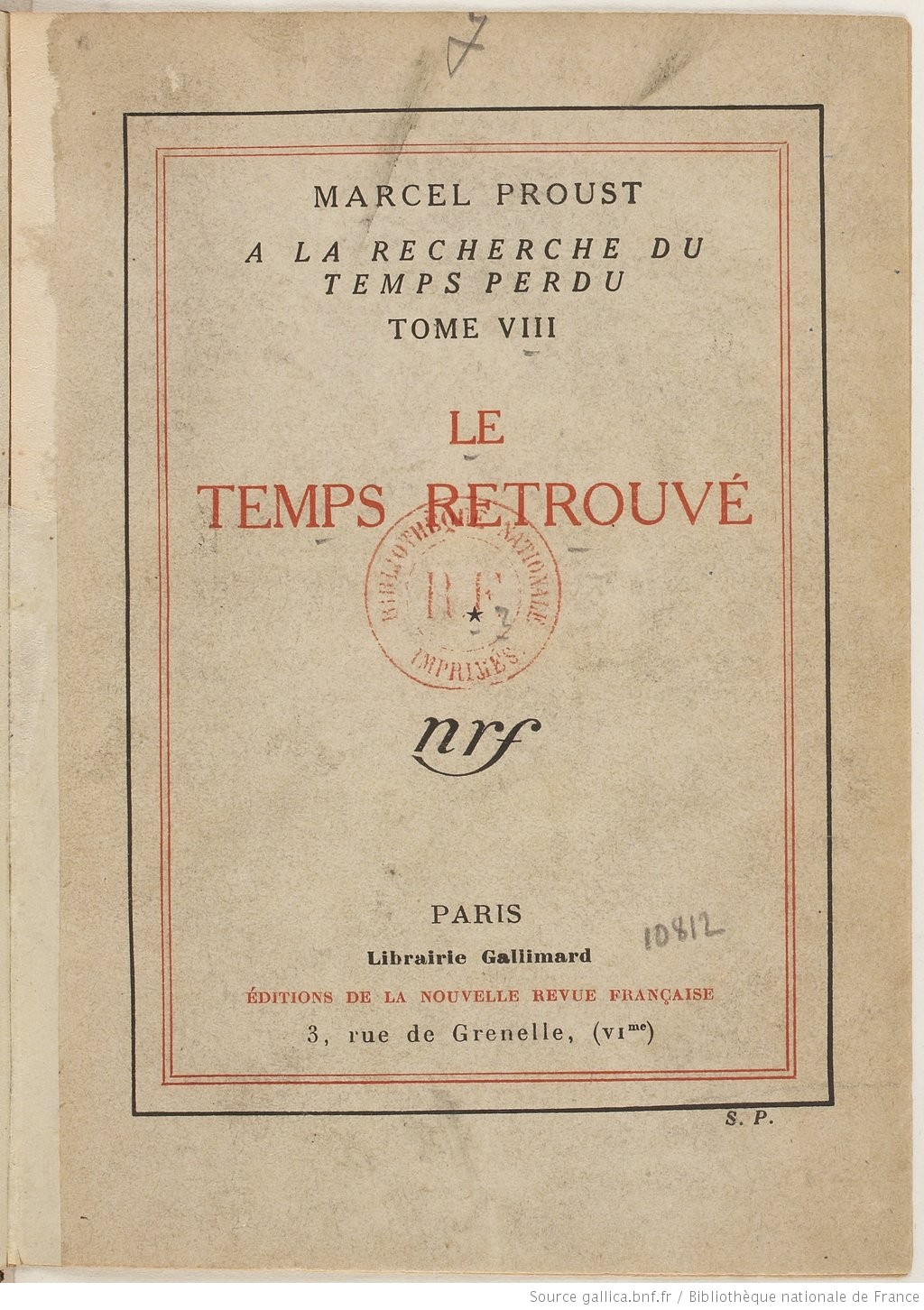
Capa da primeira edição, da Gallimard, de Le Temps retrouvé, de 1927.

## Relacionamentos e convicções

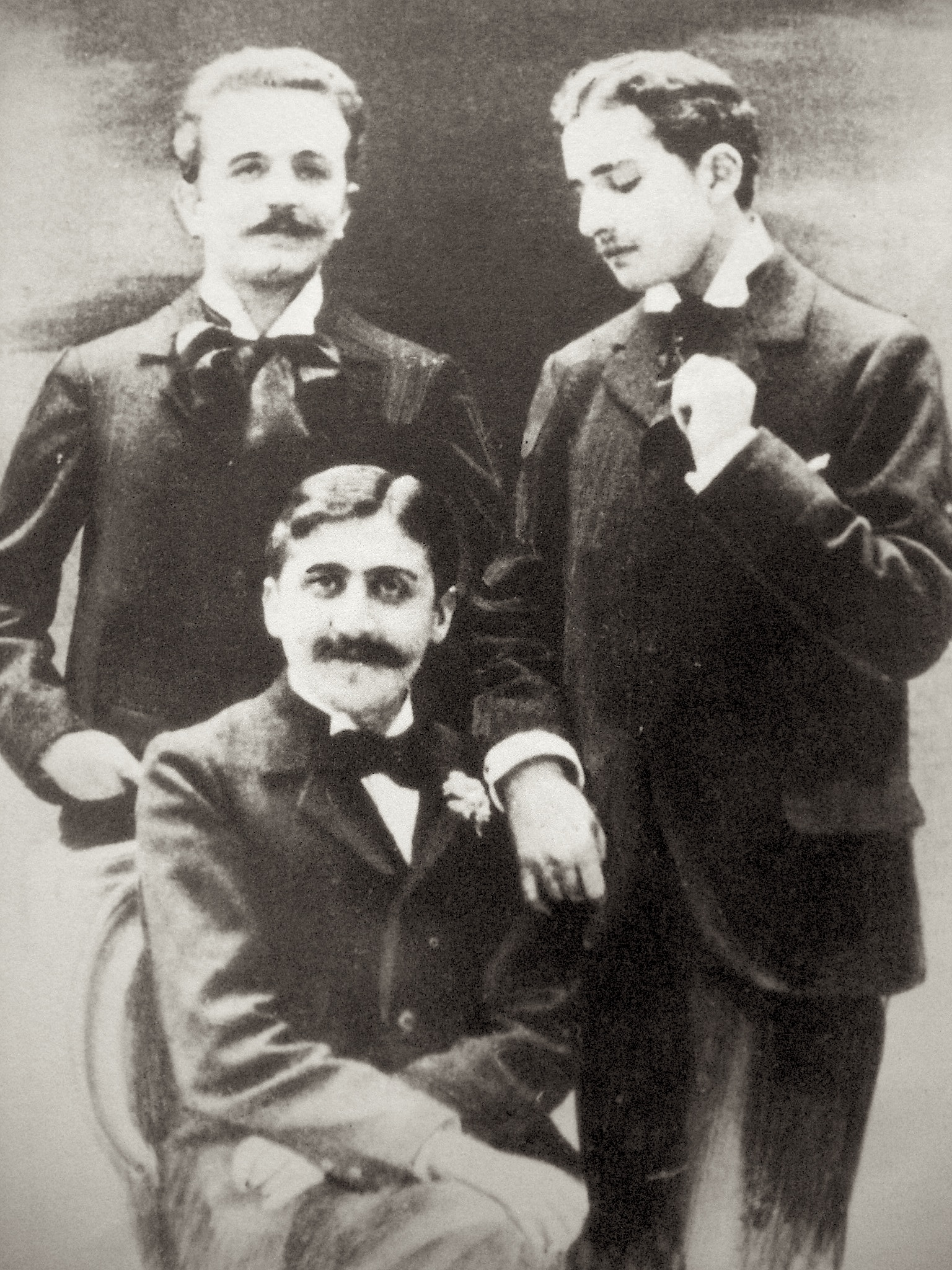
Da esquerda para a direita: Robert de Flers, Marcel Proust e Lucien Daudet, por volta de 1894.

É bem sabido que Proust era homossexual, e sua sexualidade e relacionamentos com homens foram frequentemente estudados por seus biógrafos. Embora sua governanta, Céleste Albaret, negasse esse aspecto da sexualidade de Proust em suas memórias, sua negação contradiz as afirmações de muitos amigos e contemporâneos do autor, como seu colega e escritor André Gide e seu valete, Ernest A. Forssgren.
Proust nunca admitiu abertamente sua homossexualidade, embora sua família e amigos íntimos soubessem ou suspeitassem disso. Em 1897, ele até travou um duelo contra o escritor Jean Lorrain, que questionou publicamente a natureza de seu relacionamento com seu amante Lucien Daudet (ambos os duelistas sobreviveram).
Apesar da própria negação pública de Proust, seu caso com o compositor Reynaldo Hahn, e sua atração caprichosa por seu motorista e secretário, Alfred Agostinelli, estão bem documentados.
Na noite de 11 de janeiro de 1918, Proust foi um dos homens identificados pela polícia em uma busca em um bordel masculino administrado por Albert Le Cuziat. Um amigo de Proust, o poeta Paul Morand, falou abertamente dele e de suas visitas a prostitutos. Em seu diário, Morand se refere a Proust e a Gide como "caçando constantemente, nunca satisfeitos com suas aventuras… eternos saqueadores, incansáveis aventureiros sexuais".

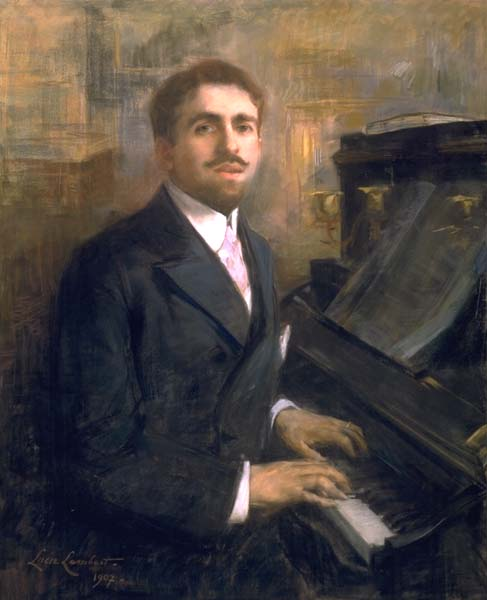
Reynaldo Hahn, pintura de Lucie Lambert, 1907.

A influência exata da sexualidade de Proust em sua escrita é um assunto de debate que divide especialistas. No entanto, Em Busca do Tempo Perdido estuda extensivamente a homossexualidade e mostra alguns personagens principais, tanto homens quanto mulheres, que são homossexuais ou bissexuais, tais como: o Barão de Charlus, Robert de Saint-Loup, Odette de Crécy e Albertine Simonet.
A homossexualidade também aparece como tema em Les plaisirs et les jours e em seu romance inacabado, Jean Santeuil.
Proust herdou muito da atitude política de sua mãe, que apoiava a Terceira República Francesa e era politicamente próxima do centrismo liberal. Em um artigo de 1892, publicado no Le Banquet, intitulado "L'Irréligion d'État" ("A Irreligião do Estado"), Proust condenou políticas anticlericais extremas, como a expulsão de monges, observando que "deve-se encarar que a negação da religião poderá resultar em uma maré com o mesmo fanatismo, intolerância e perseguição que a própria religião."
Ele argumentou que o socialismo representa uma ameaça maior para a sociedade do que a Igreja. Ele foi igualmente um crítico da direita, atacando "a insanidade dos conservadores", a quem descreveu como "tão estúpidos e ingratos quanto Carlos X de França", e se referiu à obstinação do Papa Pio X como insana.
Proust sempre rejeitou as atitudes preconceituosas e iliberais de muitos padres da época, mas também acreditava que os clérigos mais educados poderiam ser tão progressistas quanto os anticlericais mais educados, e que ambos poderiam servir para defender "o avanço da República liberal". Ele aprovou as atitudes muito moderadas adotadas em 1906, por Aristide Briand, que ele descreveu como "maravilhosas".
Proust estava entre os primeiros apoiadores de Alfred Dreyfus, e até compareceu ao julgamento de Émile Zola e orgulhosamente afirmou que foi ele quem pediu a Anatole France que assinasse a petição apoiando a absolvição de Dreyfus.
Em 1919, quando representantes do partido político de direita Action Française publicaram um manifesto defendendo o colonialismo do Império Francês e a atividade da Igreja Católica como personificação de valores civilizados, Proust rejeitou seu nacionalismo e chauvinismo em favor de um pluralismo liberal atitude que reconheceu a herança cultural do cristianismo na França.
Julien Benda elogiou Proust em La Trahison des clercs (A traição dos estudiosos) se referindo a ele como um escritor que se distinguiu de sua geração por evitar a geminação de nacionalismo e sectarismo de classe.

## Morte e funeral

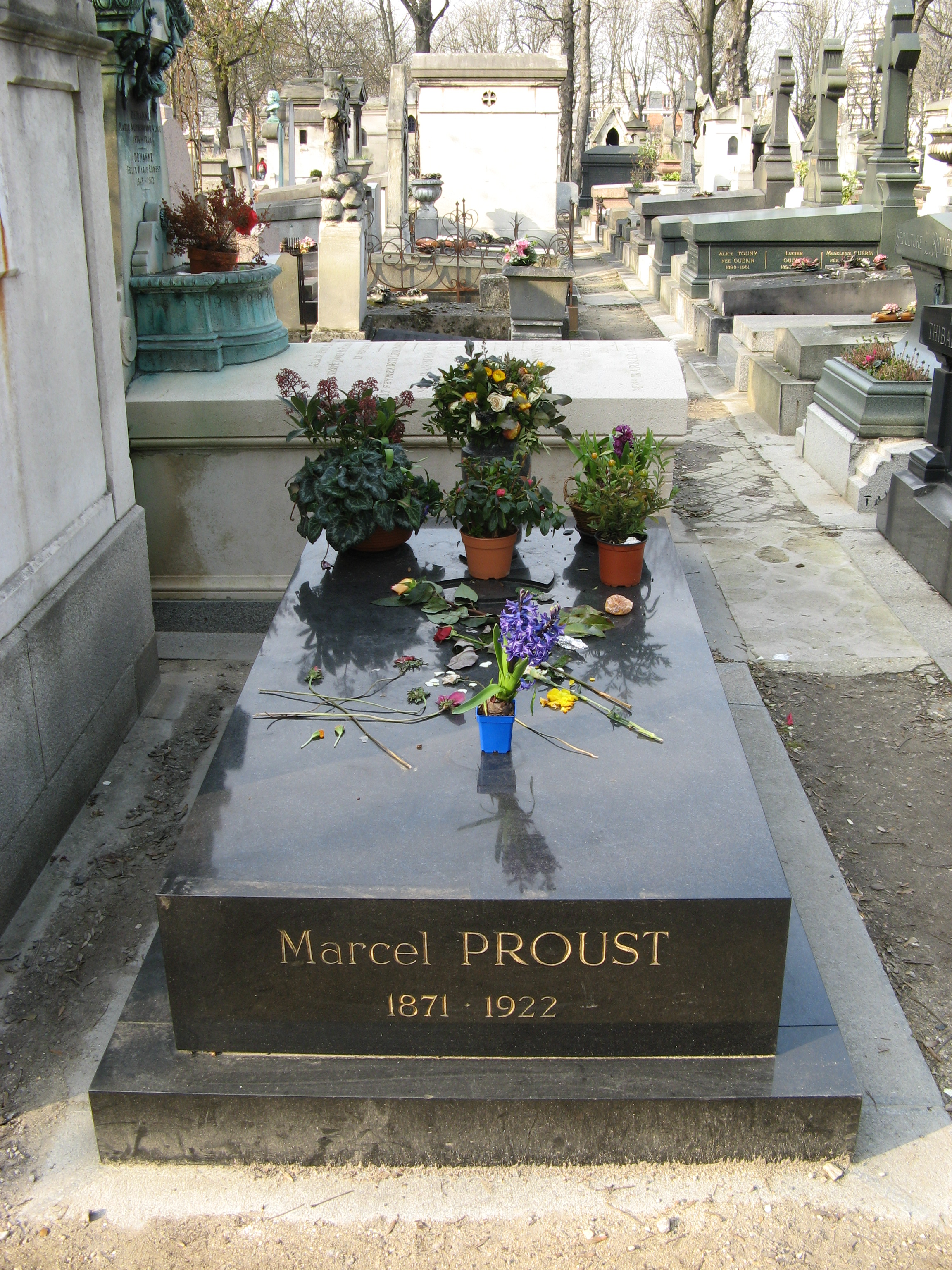
Tumba do escritor no cimetière du Père-Lachaise, Paris.

Uma das últimas aparições públicas de Proust foi em um soirée do tradutor Sydney Schiff, no Hotel Majestic, onde festejou ao lado de Pablo Picasso e James Joyce, a estreia do ballet Renard de Ígor Stravinski e Bronislava Nijinska.
Nessa época, o autor ainda se dedicava, graças a doses de morfina, à interminável revisão dos dois últimos volumes de Em Busca do Tempo Perdido, que foram finalizados, mas lançados postumamente.
Após semanas sofrendo de uma bronquite incurável e sem forças para deixar o leito sobre o qual escrevia, Proust morreu, exausto, no sábado de 18 de novembro de 1922, em seu apartamento na rue de l'Amiral-Hamelin, 44, em Paris. A morte foi anunciada por seu amante, o compositor Reynaldo Hahn.
Seu irmão Robert chama imediatamente o amigo pintor Paul César Helleu, para vir fazer uma ponta-seca em cobre, da máscara mortuária do falecido, de acordo com sua vontade expressa um mês antes. Helleu inspirou Proust para seu personagem Elstir de Em Busca do Tempo Perdido.
Uma fotografia tirada por Man Ray dois dias após a morte do escritor, a pedido de Jean Cocteau, mostra Marcel Proust de perfil, barbudo, envolto em linho branco em seu leito de morte, em 20 de novembro.
O funeral acontece no dia seguinte, terça-feira, 21 de novembro, na igreja de Saint-Pierre-de-Chaillot, com as honras militares devidas a um cavaleiro da Legião de Honra. O público é numeroso. O escritor Maurice Barrès disse ao também escritor François Mauriac no pátio da igreja: "Enfin, c'était notre jeune homme!".
Ele está enterrado no cemitério Père-Lachaise em Paris, divisão 85, no jazigo da família.

## Posteridade

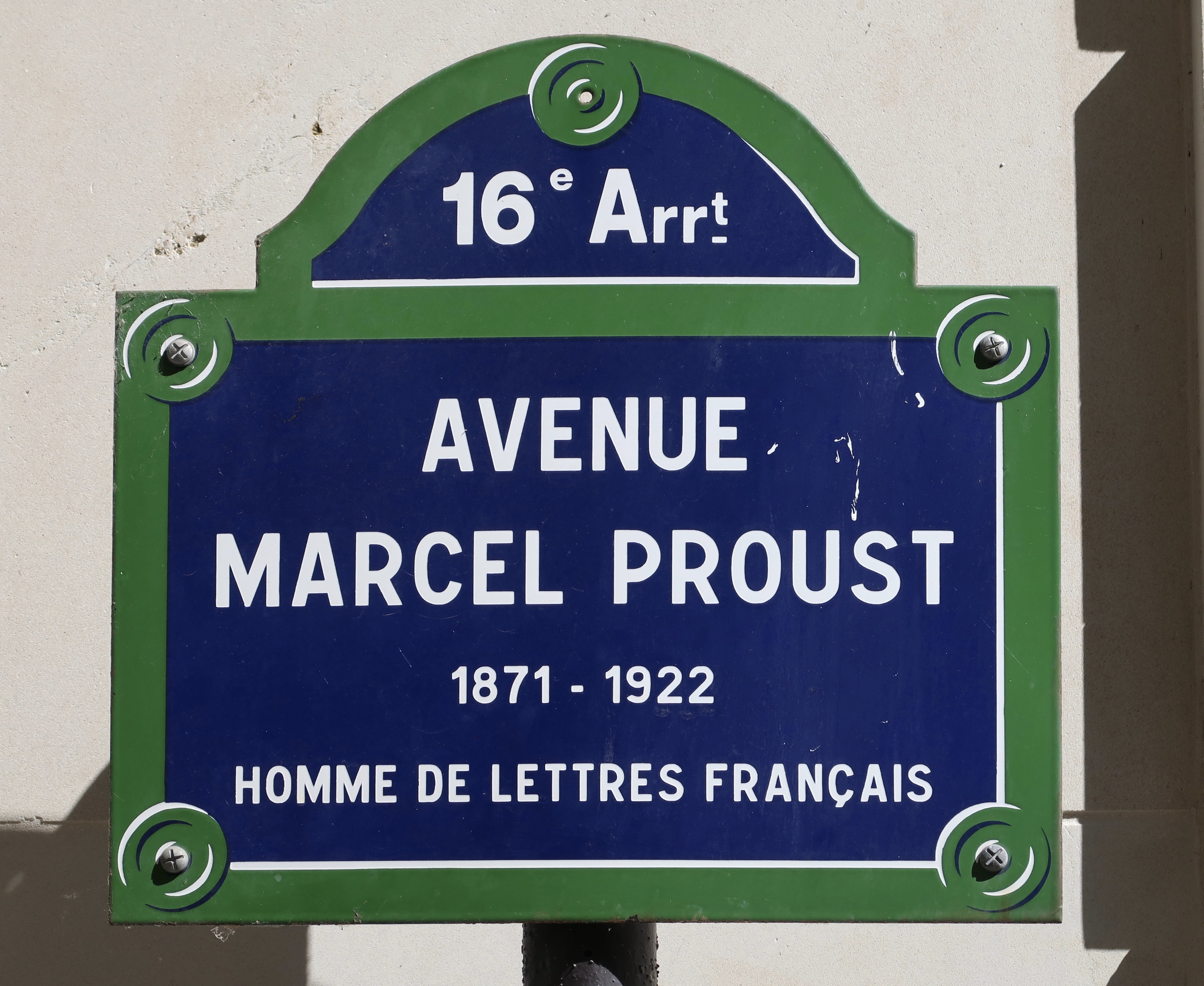
Placa da avenue Marcel-Proust, em Paris.

Com o tempo, Proust se consolidou como um dos maiores autores do século XX e é considerado, no mundo, como um dos escritores mais representativos da literatura francesa, da mesma forma que Shakespeare, Cervantes, Dante, Faulkner e Goethe em seus respectivos países, e se identifica com a essência do que é "literatura".
Mais livros foram escritos sobre ele do que sobre qualquer outro escritor francês. Um dos primeiros é Proust, ensaio de Samuel Beckett, Londres, de 1931.

### Homenagens
- Priêmio Céleste Albaret

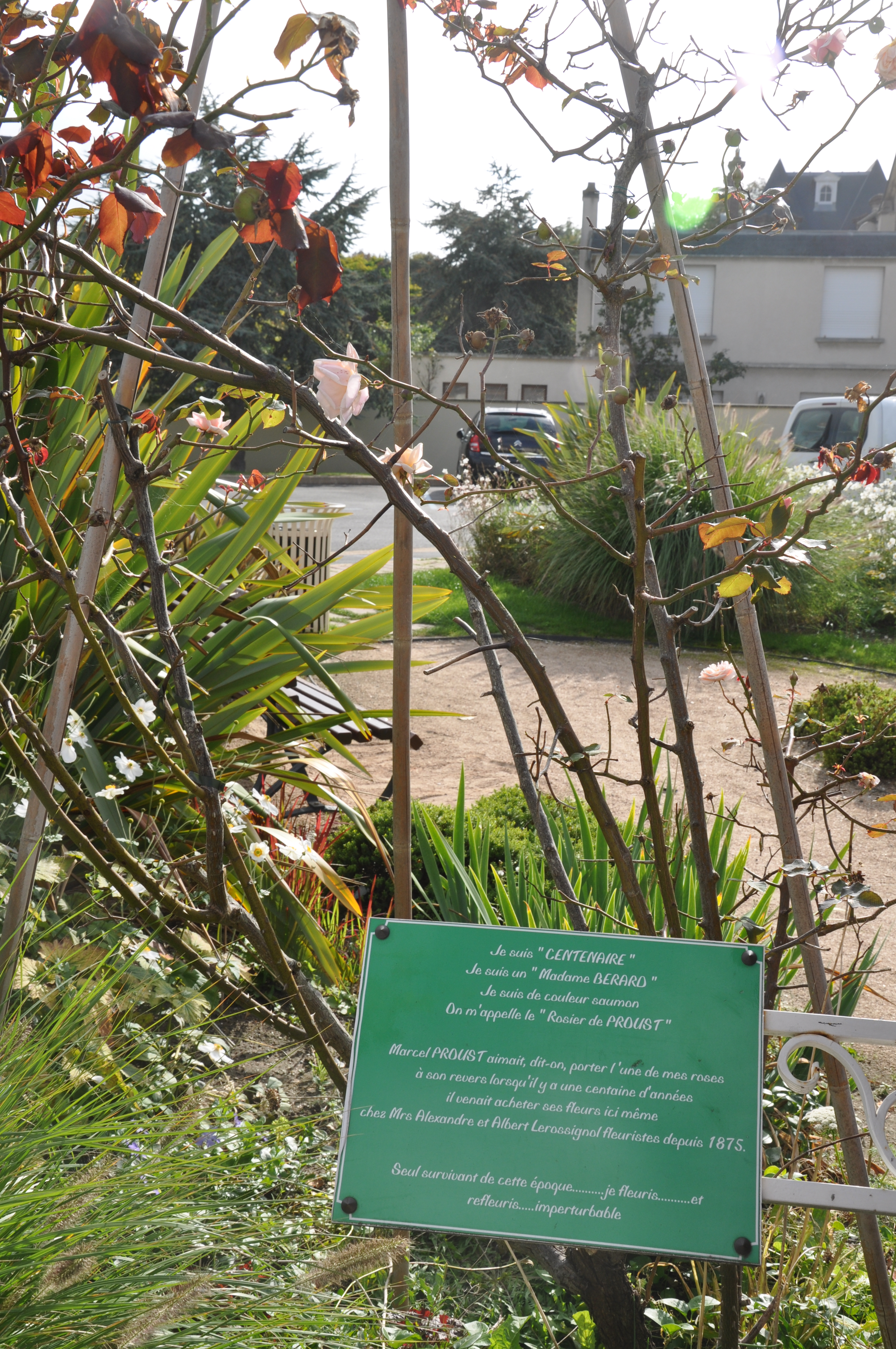
Foto da Rosa de Proust.

- Museu da Villa du Temps retrouvé, em Cabourg (inaugurado em 2021)[105]
- Avenida Marcel-Proust e beco Marcel-Proust em Paris[106]
- Promenade Marcel Proust em Cabourg[107]
- Prêmio Marcel Proust
- Prix de la Madeleine d'or
- O L’Hôtel Littéraire Le Swann. (Inaugurado em 14 de novembro de 2013 por ocasião do centenário da publicação de Du côté de chez Swann, o primeiro volume de Em Busca do Tempo Perdido, está localizado na rua de Constantinople, 11-15, em Paris, no 8.º arrondissement de Paris.[108] Toda a decoração homenageia Proust e sua obra com um espaço expositivo que apresenta livros raros e manuscritos.[108])
- Uma rosa foi nomeada Souvenir de Marcel Proust, em 1992.[109]
- Em 1976, uma cratera no planeta Mercúrio foi nomeada Proust em sua homenagem[110]
- No Cabourg film festival, os prêmios são chamados "Swann d'or"[111]
- Sobre as "Lettres au duc de Valentinois" (cartas ao Príncipe Pierre de Polignac), retiradas dos arquivos do Palácio do Príncipe de Mônaco e publicadas em 2016 pela Éditions Gallimard, o Principado de Mônaco emitiu um selo postal sobre este assunto em 2021 (desenhado por Cyril de La Patellière). O Musée Marcel Proust - casa da tia Léonie em Illiers-Combray tem dois ensaios deste selo postal.
- Emissão, pelo correio francês, em 25 de julho de 2022, de um selo com a efígie de Proust, decorada com espinheiros, por ocasião do centenário de seu falecimento.[112] Foi criado e gravado por Sophie Beaujard.[112]
- Personagem Frank Gilsberg, interpretado por Steve Carrell no filme Pequena Miss Sunshine, um ex-professor e o maior especialista na obra de Proust. Em um diálogo do filme, ele descreve o autor francês do seguinte modo: "Autor frânces. Total perdedor. Nunca teve um emprego real. Cheio de amores não correspondidos. Gay. Gastou vinte anos escrevendo um livro que quase ninguém lê. Mas também é, provavelmente, o melhor escritor desde Shakespeare."[113]

## Questionário Proust
O escritor também é conhecido pelo chamado Questionário Proust. Trata-se de um questionário de personalidade, o qual ele não é o criador, que esteve em voga no final do século XIX. Proust o respondeu — de forma bem diferente — por volta de 1886 e depois por volta de 1890, em um álbum de confissões — uma espécie de jogo de salão popular entre os vitorianos.
O álbum importado pertencia a sua amiga Antoinette, filha do futuro presidente francês Félix Faure, intitulado "An Album to Record Thoughts, Feelings, etc." (Um álbum para registrar pensamentos, sentimentos, etc.).
Tendo sido preservadas as respostas de Proust, sua notoriedade levou a esse tipo de questionamento lúdico e supostamente revelador.
O conjunto de perguntas respondidas pelo escritor é frequentemente usado na atualidade por entrevistadores.

## Obras

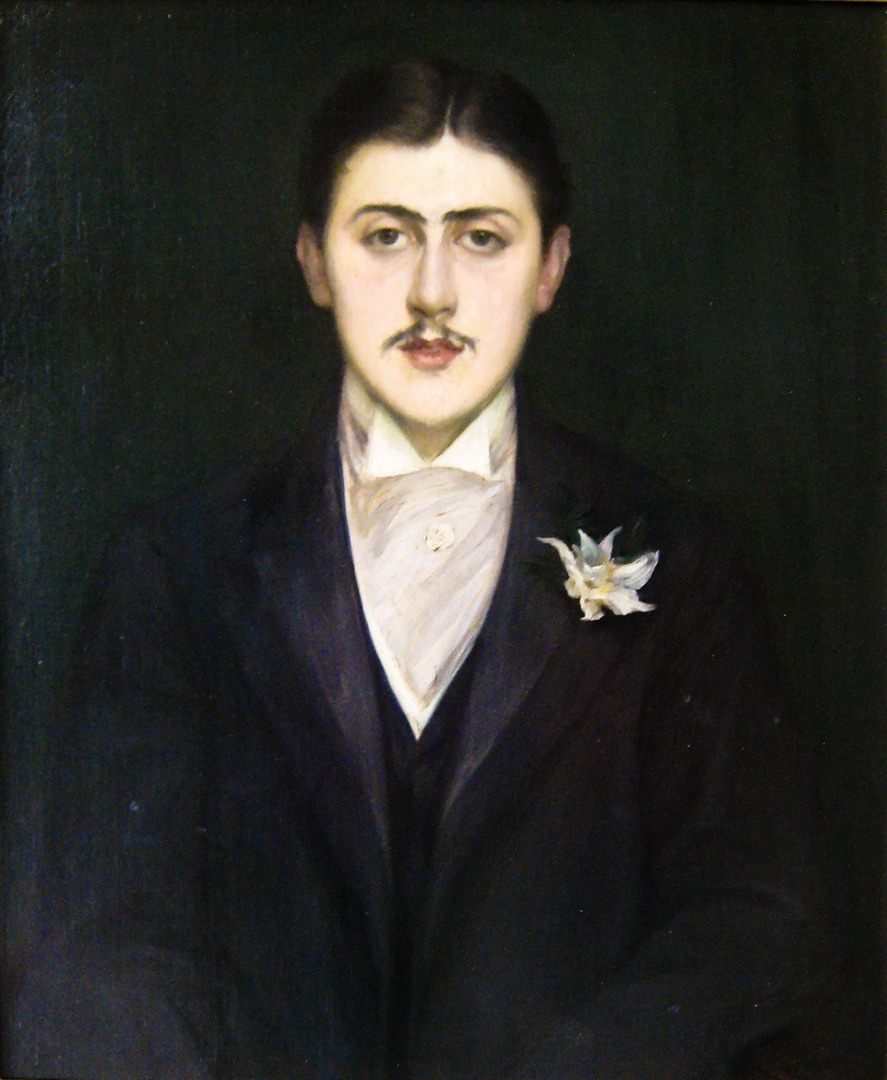
Marcel por Jacques-Emile Blanche 1892

- Les Plaisirs et les Jours (Calmann-Lévy, 1896)
- La Bible d'Amiens (Mercure de France, 1904)
- La mort des cathédrales (Le Figaro, 1904)
- Sésame et les lys (1906)
- Pastiches et mélanges (NRF, 1919)
- Chroniques (1927)
- Jean Santeuil (1952)
- Contre Sainte-Beuve (1954)
- Chardin et Rembrandt (Le Bruit du temps, 2009)

Em Busca do Tempo Perdido
- No Caminho de Swann (Grasset, 1913)
  - Parte 1: Combray
  - Parte 2: Um Amor de Swann - no original Un amour de Swann
  - Parte 3: Nome de Terras: o Nome
- À Sombra das Raparigas em Flor, (NRF, 1918, prix Goncourt)
  - Parte 1: Em Torno da Sra. Swann
  - Parte 2: Nome de Terras: a Terra
- O Caminho de Guermantes (NRF, 1921-1922)
- Sodoma e Gomorra (NRF, 1922-1923)
- A Prisioneira (NRF, 1923)
- A Fugitiva ou (Albertine Desaparecida, 1925)
- O Tempo Redescoberto (NRF, 1927)